# Флаг России
Флаг России (Госуда́рственный флаг Росси́йской Федера́ции) — один из официальных государственных символов Российской Федерации наряду с Государственным гербом и Государственным гимном. Представляет собой прямоугольное полотнище из трёх равновеликих горизонтальных полос: верхней — белого, средней — синего и нижней — красного цвета. Отношение ширины флага к его длине составляет 2:3.

## Рекомендуемые цвета флага
Федеральный конституционный закон о Государственном флаге Российской Федерации оттенков цветов флага не устанавливает.
1 февраля 2024 года начал действовать национальный стандарт ГОСТ Р 51130-2023 «Флаг государственный Российской Федерации. Общие технические условия». Согласно этому стандарту, в качестве рекомендуемых при изготовлении полотнищ государственного флага России установлены следующие цвета палитры цветов Pantone: белый — Trans.White, синий — 072С, красный — 485C (также в этом документе даны рекомендуемые кодировки оттенков цветов и в других широко распространённых палитрах):
| Цвет       | Белый       | Синий       | Красный     |
| ---------- | ----------- | ----------- | ----------- |
| Pantone    | Trans.White | 072C        | 485C        |
| CMYK       | 0/0/0/1     | 100/100/0/1 | 0/100/100/1 |
| RGB        | 255/255/255 | 0/0/255     | 255/0/0     |
| HTML (HEX) | #ffffff     | #0000ff     | #ff0000     |

Нормативы цветов Государственного флага Российской Федерации, наносимых на государственные регистрационные знаки транспортных средств, устанавливаются по эталону согласно обязательному приложению Г «Требования к цвету поля и качеству световозвращающего покрытия регистрационных знаков» к ГОСТ Р 50577-93 «Знаки государственные регистрационные транспортных средств. Типы и основные размеры. Технические требования».
Альбом национальных флагов, издаваемый Гидрографической и океанографической службой морского флота Франции, приводит следующие оттенки цветов флага России в цветовой модели Пантон:
| Цвет    | Белый | Синий | Красный |
| ------- | ----- | ----- | ------- |
| Pantone | White | 293C  | 485C    |

## История флага России
Предшественниками современного российского государственного флага в Древней Руси были княжеские стяги в виде длинных шестов с ветвями деревьев, пучками трав или конской гривой наверху, а затем с кусками тканей ярких цветов в форме клина. Стяг, на полотнище которого с XIV века помещалось священное изображение (образы Спасителя, Богородицы и святых, православные кресты), стали называть знамением или знаменем, а также хоругвью.
Слово «флаг» широко используется в России со времён Петра I. До этого употреблялись исключительно термины «знамя», «стяг», «хоругвь», «прапор». Так, в документах второй половины XVII века, относящихся к строительству первого русского корабля «Орёл», говорится о корабельных знамёнах. Пётр I значительно расширил русскую знамённую систему: помимо знамён армейских полков, появляется царский, позднее императорский, штандарт, флаги военного и торгового флота.
Первым официальным государственным (национальным) флагом Российской империи стал чёрно-жёлто-белый флаг, утверждённый указом императора Александра II в 1858 году (де-факто начиная с XVIII века и до 1858 года функции национального флага выполнял бело-сине-красный флаг, который чаще всего считали таковым как в России, так и за рубежом). Однако император Александр III в 1883 году распорядился в торжественных случаях украшать здания исключительно бело-сине-красным русским флагом. В 1896 году уже император Николай II подтвердил статус бело-сине-красного флага как «национального» (при этом чёрно-жёлто-белый флаг официально не отменялся).

### Русские знамёна XVI—XVII веков
Русские знамёна XVI—XVII веков обычно изготавливались из камки — китайской шёлковой ткани с разводами, а также из тафты — гладкой тонкой шёлковой ткани. Прямоугольная часть полотнища называлась серединой, к ней пришивался прямоугольный треугольник — откос. Знамёна были тогда в основном большого размера: так, знамя Всемилостивого Спаса, с которым царь Иван Грозный ходил в поход на Казань в 1552 году, имело длину около 3 м, а высоту по древку — 1,5 м. Оно представляло собой продолговатое полотнище с откосом, «построенное» из ткани малинового (по старым описям — «червчатого») цвета. Посередине стяга был вшит образ Спаса Нерукотворного, древко знамени увенчивалось позолоченным серебряным крестом. В XVI и XVII веках это знамя Ивана Грозного брали в различные походы русские войска, а в начале XVIII века, уже при Петре І, его вручили Б. П. Шереметеву, который отправлялся в поход против шведов.
Ещё больше по размеру так называемый Великий стяг Ивана Грозного. Он изготовлен из китайской тафты; середина стяга — лазоревая (светло-синяя), откос — сахарный (белый). Кайма по краю стяга — брусничного цвета, а вокруг откоса дополнительно макового (по описи — бледно-зелёного) цвета. В лазоревой середине вшит круг из тёмно-голубой тафты, в котором изображён Иисус Христос на белом коне. По окружности круга — золотые херувимы и серафимы, а также небесное воинство на белых конях. В откосе имеется круг из белой тафты, в нём помещён образ архангела Михаила на золотом крылатом коне.
В 1612 году над народным ополчением, шедшим из Нижнего Новгорода к Москве, развевалось знамя князя Дмитрия Пожарского. Оно было малинового цвета, и на одной своей стороне несло образ Господа Вседержителя, а на другой — библейского полководца Иисуса Навина, преклонившего колени перед архангелом Михаилом, архистратигом небесного воинства. Народное ополчение под предводительством Кузьмы Минина и Дмитрия Пожарского положило конец Смуте и освободило Москву от польско-литовских оккупантов. Знамя Дмитрия Пожарского поместили в сельскую церковь во владениях князя, где оно почиталось наравне с иконами. В 1812 году во время наполеоновского нашествия со знамени князя Пожарского сделали точную копию, которую затем вручили Нижегородскому ополчению.
При царе Алексее Михайловиче, двор которого являлся проводником многих западных новшеств, русское общество начали приобщать к «геральдическому вкусу»: так, к примеру, было законодательно закреплено описание государственного герба России. В 1666 году, или по другим данным в 1669 году, по именному царскому указу изготовлено необычное парадное знамя, отличавшееся от прежних государевых знамён тем, что соединяло церковную символику со светской. Это так называемое «гербовное знамя» было «построено» из белой тафты, кайма знамени — малиновая. В середине в кругу изображён золотой двуглавый орёл под тремя коронами со скипетром и державой, на груди орла в щитке — «царь на коне колет копием змия». Ниже орла — вид Московского Кремля и надпись «Москва». На верхней кайме изображены Иисус Христос и два православных креста с подножием. Кроме того, на знамени нарисованы эмблемы земель, упомянутых в царском титуле, а также написан сам полный царский титул. Автором рисунка знамени являлся польский живописец Станислав Лопуцкий, в работе ему помогали его русские ученики Иван Безминов и Дорофей Ермолаев.
Гербовое знамя Петра I 1696 года создавалось по прежнему образцу с серединой и откосом. Его изготовили из красной ткани с белой каймой. В центре знамени был изображён золотой двуглавый орёл, парящий над морем (на море показаны парусные корабли), на груди орла в круге — Спаситель на коне. Рядом с орлом — святые апостолы Пётр и Павел, держащие «камень веры»; над камнем помещено символическое изображение Святого Духа в виде голубя. Указанное знамя изготавливалось ко второму Азовскому походу.
Гербовые знамёна предназначались для торжественных государственных и церковных церемоний; в военных походах они обозначали присутствие государя в войске.

### Флаг корабля «Орёл»
По мнению историка Е. В. Пчелова, появление российского государственного флага тесно связано с возникновением русского флота.
Не сохранилось никаких более-менее достоверных сведений о существовании в России до второй половины XVII века морских флагов, за исключением изображения флага построенного голштинцами корабля «Фредерик» на гравюре из книги Адама Олеария «Подробное описание путешествия в Московию и Персию». На этом корабле в 1636 году в Персию совместно с голштинским посольством отправились русские посланники.
В 1667 году при царе Алексее Михайловиче в селе Дединово Коломенского уезда на Оке началось строительство первого российского военного корабля, предназначавшегося для плавания по Каспийскому морю («для посылок из Астрахани на Хвалынское море»). Эти работы находились в ведении известного государственного деятеля А. Л. Ордина-Нащокина, и в них приняли участие приглашённые голландские мастера. В мае 1668 года корабль был спущен на воду. Его капитаном стал голландец Давид Бутлер.
Голландский купец Ян ван Сведен, участвовавший в организации постройки кораблей (помимо главного корабля построили ещё четыре судна, более мелких) и делавший для этого необходимые закупки, ещё в 1667 году составил «Роспись, что ещё надобно к корабельному строению, опричь того, что ныне куплено за морем». Данная роспись, помимо прочего, включала и «киндяки» (хлопчатобумажные ткани) на пошив корабельных флагов («знамён»). При этом Ян ван Сведен запросил русское правительство, какими должны быть эти самые флаги, поскольку «…цветами те все киндяки как великий государь укажет; только на кораблях бывает, которого государства корабль, того государства бывает и знамя».
По указанному случаю для царя Алексея Михайловича подготовили «Писание о зачинании знак и знамён или прапоров», где приводились изображения знамён библейских двенадцати колен Израилевых, а также флаги морских держав того времени — Англии и Шотландии, Нидерландов, Швеции и Дании.
- Морской флаг Англии и Шотландии в личной унии (с 1707 г. — флаг Великобритании)
- Флаг Нидерландов
(после 1648 г.)[27]
- Флаг Швеции
- Флаг Дании

Для изготовления флагов 9 (19) апреля 1668 года Сибирскому приказу было велено «прислать из меновных товаров триста десять аршин киндяков да сто пятьдесят аршин тафт черчатых белых лазоревых, к корабельному делу на знамёна и на яловчики». Историк Е. В. Пчелов полагает, что таким образом фактически установлена цветовая гамма будущего российского флага, однако почему выбрали именно эти цвета, доподлинно неизвестно.
24 апреля (4 мая) 1669 года дан новый указ царя Алексея Михайловича, касающийся в том числе и морских флагов. Согласно этому указу, на флаги («знамёна») и вымпелы («еловчики») требовалось нашить двуглавых орлов: «…по указу великого государя, караблю [sic], которой в селе Дединове сделан вновь, велено прозванье дать Орлом; …поставить на носу и на корме по орлу, и на знамёнах и на еловчиках нашивать орлы же».
- «Вид города Астрахани»[34]. Изображение корабля «Орёл» на гравюре из книги о путешествиях Яна Стрюйса. Амстердам, 
1681 год
- Корабль «Орёл» близ Нижнего Новгорода на гравюре из книги «Весьма любопытные и славные путешествия в Московию, Тартарию и Персию господина Адама Олеария…»[35].
Амстердам, 1727 год
- Русская эскадра на фрагменте гравюры А. Шхонебека «Осада Азова в 1696 г.»

Никаких подлинных описаний, конкретизирующих внешний вид флагов корабля «Орёл», не сохранилось. Из приведённых выше документов следует только то, что для изготовления корабельных «знамён» были отпущены красная («червчатая»), белая и синяя («лазоревая») ткани, и на этих флагах предписывалось нашить изображения двуглавых орлов. Существуют различные гипотезы относительно того, как могли выглядеть флаги корабля «Орёл».
- В своих публикациях П. И. Белавенец, Н. Н. Семенович, К. А. Иванов, А. А. Усачёв, Г. В. Вилинбахов предполагали, что на флаге изображался прямой синий крест, разделяющий полотнище на четыре равные части (четверти). При этом первая и четвёртая четверти были белые, а вторая и третья — красные[11][24][31][36][37]. В качестве аналогов данного флага многие исследователи рассматривали крестовые знамёна стрелецких полков. Именно такой флаг изображался в европейских справочниках о флагах конца XVII века и на русской медали, отчеканенной в честь постройки в 1704 году морского форта Кроншлот[11]. Подобное предположение также подкреплялось изображениями флагов на известной гравюре «Осада Азова в 1696 г.»[комм. 6][16][38] голландского художника Адриана Шхонебека, хотя на оригинале гравюры из фондов Центрального военно-морского музея ясно видна геральдическая штриховка флагов кораблей русской эскадры, показывающая, что часть флагов — синие с прямым красным крестом, а остальные — белые с прямым красным крестом. Ряд исследователей, ссылаясь на то, что А. Шхонебек не был свидетелем указанных событий (он прибыл в Россию по приглашению Петра I лишь в 1698 году), а также изобразил на гравюре корабль «Святой Пётр», не находившийся под стенами Азова, сомневаются в исторической достоверности этой гравюры[16][39].
- Ф. Ф. Веселаго и А. Н. Басов считали, что на первом российском корабле «Орёл» был поднят флаг из трёх горизонтальных полос: белой, синей и красной (возможно, как подражание голландскому флагу, так как в строительстве и снаряжении этого корабля активное участие принимали голландские мастера). Кроме того, судя по царскому указу, в центре флага нашивалось изображение двуглавого орла. Именно с трёхполосным кормовым флагом корабль «Орёл» изображён на гравюре Конраада Деккера «Вид города Астрахани»[34] из опубликованной в Амстердаме в 1676 году[16] книги «Странствия Яна Стрюйса»[комм. 7] (эта книга также известна в русском переводе под названием «Три путешествия»). Подобные флаги показаны и на гравюре Питера ван дер Аа (корабль «Орёл» здесь на рейде у Нижнего Новгорода). А. Н. Басов предположил, что голландские художники при создании гравюр ошиблись в порядке расположения цветов на флагах «Орла» либо исходя из художественных особенностей гравировки мелких деталей представили на указанных гравюрах достаточно условные изображения корабельных флагов[40][41][42][43].
- P. M. Оленин, В. В. Карманов и Н. В. Шишкова, опираясь на изображение корабля «Орёл» близ Нижнего Новгорода на гравюре из книги «Весьма любопытные и славные путешествия в Московию, Тартарию и Персию господина Адама Олеария…», впервые изданной Питером ван дер Аа в 1719 году[35][44], полагали, что у корабля на корме и стеньге грот-мачты были трёхполосные флаги синих, белых и красных цветов с белой полосой посередине[38]. По мнению Е. В. Пчелова, подтверждением данной версии отчасти может служить гравюра К. Деккера «Вид города Астрахани» из книги «Странствия Яна Стрюйса». На упомянутой гравюре корабельный флаг «Орла» состоит из трёх горизонтальных полос, средняя из которых — белая. При этом первый российский корабль к моменту создания гравюры в реальности уже не существовал, поэтому достоверность его изображения всё-таки сомнительна[20].

Резюмируя появившиеся ранее версии и анализируя сохранившиеся документы, историк Н. А. Соболева осторожно предполагала, что на корабле «Орёл» подняли флаг с двуглавым орлом, помещённым на полосное полотнище. В свою очередь, Е. В. Пчелов отмечает, что, скорее всего, цвета флага корабля «Орёл» не были главным идентификационным признаком его государственной принадлежности, таковым тогда, по мнению историка, являлся нашиваемый в центр полотнища флага двуглавый орёл. И лишь со времён Петра I, после появления в начале 1690-х годов флага царя Московского, можно говорить об утверждении российских национальных цветов: белого, синего и красного.
- Предполагаемый внешний вид флага корабля «Орёл» (различные гипотезы)

### Флаг царя Московского 1693 года
6 (16) августа 1693 года, во время плавания Петра I в Белом море с отрядом военных кораблей, построенных в Архангельске, на 12-пушечной яхте «Святой Пётр» был поднят так называемый флаг царя Московского. Он представляет собой сшитое из флагдука полотнище размером 4,6×4,3 метра, состоящее из трёх горизонтальных равновеликих полос белого, синего и красного цветов, с золотым двуглавым орлом посередине. Осенью 1693 года указанный флаг вместе с двумя флагами с иерусалимскими крестами Пётр I подарил архиепископу Афанасию, затем он хранился Архангельске, а в 1910 году доставлен П. И. Белавенцем в Санкт-Петербург.
Оригинал этого старейшего из сохранившихся российских флагов ныне находится в Центральном военно-морском музее в Санкт-Петербурге (инвентарный номер 10556).
Изображение «флага царя Московского» имеется во французском «Атласе Кассини», датированном 1693 годом. В указанном издании этот флаг выглядит так: на трёхполосном бело-сине-красном полотнище помещён золотой двуглавый орёл под большой короной без нагрудного щита. Кроме того, подобные флаги присутствуют на картинах голландского художника Абрахама Сторка, посвящённых визиту русского Великого посольства в Нидерланды в 1697—1698 годах (царь Пётр I был в составе этого посольства) и на иллюстрациях в книгах Карла Алярда (Алларда) и других авторов конца XVII — начала XVIII веков.
А. Н. Басов высказал предположение о возможном существовании бело-сине-красного флага с золотым двуглавым орлом ещё при царе Алексее Михайловиче в 1674—1676 годах. Данная версия основана на сведениях известного русского вексиллолога П. И. Белавенца, который, в частности, указывал: «Очень интересно знамя, потерянное при Нарве, бело-сине-красное, с золотым двуглавым орлом (об изготовлении таких знамён есть указание в архиве Оружейной палаты, они делались при Алексее Михайловиче для игр царевича Петра Алексеевича)».
- Флаг царя Московского 
(оригинал, 1693 год)
- Флаг царя Московского 
(современная прорисовка)

### Русские флаги конца XVII — начала XVIII веков
Историк XIX века М. Ф. Поссельт, описывая плавание Петра I по Белому морю в 1693 году, полагал:

Хотя, во время своей поездки в Архангельск… Пётр и имел на мачте своего судна «различные флаги», между которыми один, побольше, был с русским гербом, а другой из Иерусалима, с нашивными крестами, и эти флаги вместе с ботом подарил архиепископу архангельскому; но без сомнения, ему ни один из них не нравился более, и не мог быть выбран им для плавания в открытом море…
— 
Далее Поссельт делает предположение о выборе Петром I цветов морского флага, схожих с голландскими, однако ряд российских историков говорит об отсутствии документальных подтверждений версии о заимствовании царём Петром I цветов голландского флага. Кроме того, использование белых, синих и красных цветов на корабельных флагах зафиксировано ещё при царе Алексее Михайловиче, задолго до европейского вояжа Петра I.
13 (23) июня 1694 года под бело-сине-красным флагом на амстердамском рейде, по сообщениям голландских газет того времени, стоял купленный Россией 44-пушечный фрегат (его построили в Роттердаме; позднее Пётр I назвал этот корабль «Святое пророчество»).
В 1697 году из России в Европу направилось так называемое Великое посольство — дипломатическая миссия, основной целью которой являлось укрепление коалиции европейских держав в борьбе против Турции и поиск новых союзников (в составе посольства находился и сам царь Пётр I). В инструкции Великому посольству, данной Петром I, по сути подтверждалось, что русские флаги — бело-сине-красные: «Гарусу на знамёны, на вымпелы, на флюгели, белого, синего, красного, аршин 1000 или 900, всякого цвета поровну…».
Изображения бело-сине-красных флагов присутствуют на картинах мастерской Абрахама Сторка, посвящённых приезду Петра I в составе Великого посольства в Амстердам. Для русского царя в заливе Эй 22 августа (1 сентября) 1697 года было разыграно развлекательное морское сражение, в котором он принял участие, находясь на борту яхты Объединённой Ост-Индской компании. На картинах Абрахама Сторка, изображающих этот показательный бой, яхта с Петром I идёт под кормовым бело-сине-красным флагом с двуглавым орлом или же под бело-красно-синим вымпелом и кормовым бело-красно-синим флагом с двуглавым орлом. Кроме того, на других картинах А. Сторка, посвящённых пребыванию русского Великого посольства в Нидерландах, «Пребывание русского посольства в Амстердаме, 29 августа 1697 г.» и «Фрегат „Святые апостолы Пётр и Павел“, в строительстве которого участвовал Пётр I, в заливе Эй» также есть суда с поднятыми на них бело-сине-красными флагами с золотым двуглавым орлом.
- Абрахам Сторк. «Пребывание русского посольства в Амстердаме, 29 августа 1697 г.» (слева — яхта под бело-сине-красными флагами с золотыми двуглавыми орлами)
- Абрахам Сторк. «Показательный бой в заливе Эй в честь Петра I
1 сентября 1697 г.»
Музей Амстердама[41][64]
- На картине Абрахама Сторка изображены голландский фрегат «Святые апостолы Пётр и Павел» (в центральной части картины) и яхта с царём Петром I под бело-сине-красными флагами с двуглавым орлом (справа от фрегата). 1698 год

В 1699—1700 годах в Амстердаме издано сочинение Карла Алярда (Алларда) «Новое голландское корабельное строение», в котором приведены корабельные флаги морских держав того времени, в их числе и три русских флага. По распоряжению Петра I сочинение было переведено на русский язык с голландского издания 1705 года и напечатано в Москве в 1709 году. Описание «московских» флагов из русского издания книги Алярда следующее:

ФЛАГЪ Его ЦАРСКОГО ВЕЛІЧЕСТВА МОСКОВСКОГО, раsдѣленъ на трое, верхняя полоса бѣлая, средняя сїняя, нїжняя красная. На сїнеї полосѣ sолотої съ царскою каруною вѣнчанъ двоеглавої орелъ, їмѣющеї въ сердцѣ красное клеїмо, съ серебрянымъ святымъ Георгїемъ беsъ sмїя.
Второї Флагъ отъ ЕГО ЦАРСКОГО ВЕЛІЧЕСТВА МОСКОВСКОГО, на трое раsдѣленъ, въ верху полоса бѣлая, по средѣ сїняя, въ нїsy красная, тотъ флагъ сїнїмъ святаго Андрея крестомъ прорѣsанъ.
Еще МОСКОВСКОI ФЛАГЪ, о предѣленъ сїнїмъ крестомъ, Первої ї Четвертої квартїеръ бѣлої, второї ї третеї красної.

Флаг, аналогичный третьему, изображён на медали «На строительство Кроншлота», отчеканенной в ознаменование окончания постройки в 1704 году форта Кроншлот к югу от острова Котлин — цвета флага определяются по шраффировке. При этом штемпель для указанной медали был вырезан в 1713 году в городе Аугсбурге немецким мастером Ф. Г. Мюллером, а сами медали стали чеканить в Москве лишь начиная с 1716 года. По мнению историка Е. В. Пчелова, флаг, изображённый над Кроншлотом, никогда не бывавший в России Ф. Г. Мюллер взял из европейских изданий о морских флагах.
- Флаг с Иерусалимским крестом.
1693 год
- Корабль «Крепость» под трёхполосным флагом (1699 г.; рисунок штурмана корабля Х. Отто)[56]
- Предполагаемый личный штандарт Петра I[50] или полковое знамя[70], захваченное шведами под Нарвой в 1700 г.
- Филипп Генрих Мюллер. Медаль «На строительство Кроншлота». 1716 год

В октябре-ноябре 1699 года Пётр I нарисовал эскиз трёхполосного бело-сине-красного флага на черновом листе с инструкциями для находящегося в Константинополе русского посланника Емельяна Украинцева. Помимо этого, известен рисунок корабля «Крепость», который доставил русское посольство в Константинополь — на нём корабль идёт под трёхполосными флагами (цвета полос на рисунке 1699 года не обозначены).
В «Описных книгах морских судов», опубликованных С. И. Елагиным, в записях за 1698—1699 годы несколько раз упоминаются бело-сине-красные корабельные флаги: «знамя, которое к морскому пути надобно: белое, синее, красное» и т. д.
10 (20) декабря 1699 года австрийский посол Плейер в письме к императору Леопольду I дал перечень вооружения и флагов, виденных им на русских кораблях:

1. На первой и самой большой яхте St. Peter, над рулём большой флаг, на мачте большой вымпел и в других местах три маленьких флага бело-красно-синего цветов…

— 
В апреле 1700 года Пётр I приказал московской Оружейной палате изготовить «морское знамя» из тканей белого, красного и голубого цветов (на полотнище требовалось нанести изображение золотого орла с державой и скипетром и различные военные атрибуты). По мнению В. Я. Миланова, Н. Н. Семеновича, а также П. И. Белавенца, приведённое в царском указе описание знамени соответствует рисунку знамени, ранее хранившегося под номером 136 среди других 352 трофейных русских знамён в усыпальнице шведских королей — Риддарсхольмской кирхе в Стокгольме (в 1911 году указанное знамя осмотрел один из основоположников российского флаговедения П. И. Белавенец).
В. Я. Миланов и Н. Н. Семенович предположили, что это знамя в 1700 году при осаде Нарвы являлось личным сухопутным штандартом Петра I, однако некоторые историки отмечают, что Пётр I сам лично в сражении под Нарвой, когда это знамя и было захвачено шведами, не участвовал.
В 1719 году вышла книга Н. Витсена, К. ван Эйка и К. Алларда «Искусство постройки судов и совершенствования их конструкции», содержащая изображения множества флагов, в том числе и русских, с соответствующими пояснениями.
- Российские флаги из книги «Новое голландское корабельное строение». 1699—1700 годы[41]
- Российские флаги из книги «Искусство постройки судов и совершенствования их конструкции». 1719 год

### Торговый флаг России
Ряд исследователей полагает, что первоначально русские торговые корабли несли белый прямоугольный флаг с нашитым на него чёрным двуглавым орлом. Так, в 1693 году голландский купец Франц Тиммерман получил привилегию на строительство в Архангельске торговых судов и торговлю с Европой на построенных судах. В жалованной грамоте царя Петра I, выданной ему, говорилось:

…на всяком судне на кормах герб вообразить Его Царского Величества Российского царствия, подобием распростёртого крылами двоеглавого орла с тремя над ним венцами, а на персях у того орла воина на коне, с копьём, в сбрую воинскую устроенного, в челюсти змеиные прободающего, а в ногах у того ж орла, в правой скипетр, а в левой яблоко с крестом, да и на знамёнах и на прапорах на тех кораблях, на щоглах и на носу и на корме, нашить ему, Францу, такие ж его Царского Величества гербы, что на корме, по тафте белой, на обе стороны, в середине чёрною тафтою, или иною материею того ж цвета.

О таком же белом флаге с чёрным двуглавым орлом упоминалось в грамоте 1696 года, выданной посадским людям Осипу и Фёдору Бажениным, на постройку судов в Двинском уезде и отправку этих судов в море.
По другой версии, первым российским морским торговым флагом был сине-бело-красный триколор. Причём выдвигается предположение о существовании и такого варианта флага, когда на его средней белой полосе размещался маленький синий Андреевский крест.
20 (31) января 1705 года царь Пётр I издал указ «О флагах на торговых речных судах». Согласно этому указу устанавливался флаг, который должен был подниматься «на торговых всяких судах, которыя ходят по Москве реке и по Волге и по Двине и по иным по всем рекам и речкам ради торговых промыслов». К тексту указа прилагался рисунок флага, как считается, с полосами трёх цветов — белого, синего и красного.
В отпечатанной в Киеве и датированной 1709 годом таблице флагов («Изъявление морских флагов…»), которую лично отредактировал Пётр I, бело-сине-красный флаг помечен как «обычайно торговых и всяких российских судов флаг».
Датский посланник в Санкт-Петербурге Юст Юль 1 (12) мая 1710 года сделал следующую запись в своём дневнике, касающуюся транспортных судов русского военного флота:

Все прочие обыкновенные суда: флейты, галиоты, ладьи (Skuder) и так называемые карбасы, назначенные к отправлению под Выборг с провиантом, орудиями и боевыми припасами, несут трёхполосные бело-голубо-красные флаги и (красные) флюгарки.
— 
В недатированных бумагах Петра I, сохранившихся в «кабинетных делах», относимых историком С. И. Елагиным ко временам создания Морского устава 1720 года, существует следующее описание:

Торговый флаг из трёх колороф вышеписанных составлен, то есть белой, синей, красной.
— 
В артикуле 6 главы III второй книги утверждённого Петром I 13 (24) января 1720 года Морского устава сказано:

6. Какой имеют флаг Российские торговые корабли. — Корабли торговые Российские повинны иметь флаг полосатой трёх колеров: белой, синий, красной.
— 
В 1885 году бело-сине-красный флаг был подтверждён императором Александром III в качестве флага коммерческих судов:

1142. Флаг для коммерческих судов состоит из трёх горизонтальных полос, считая сверху: белой, синей и красной.
— 
В Российской империи появилось большое количество различных флагов, основанных на петровском триколоре. Так, 28 сентября (10 октября) 1806 года император Александр I утвердил рисунок флага Российско-Американской компании, представлявший собой полотнище из трёх горизонтальных полос (белой, синей и красной; соотношение их по высоте — 2:1:1), с чёрным двуглавым орлом, держащим ленту с надписью «Россійской Американской Компаніи», на белой полосе у древкового края полотнища (иногда надпись на флаге писалась сокращённо; кроме того, в дальнейшем чёрный двуглавый орёл размещался уже не с краю, а посередине белой полосы полотнища флага).

### Военно-морские флаги России
В 1699 году на черновике инструкции Е. И. Украинцеву относительно протокольных вопросов русского посольства в Османскую империю рукой царя Петра I нарисован бело-сине-красный трёхполосный флаг, пересечённый по диагонали Андреевским крестом. Этот рисунок, датируемый октябрём-ноябрём 1699 года, считается первым известным изображением Андреевского креста на флаге, который появился несколько позднее учреждения Петром I ордена Святого апостола Андрея Первозванного (орден был учреждён, по разным данным, в 1698 или 1699 году). Кроме того, подобный флаг показан в русском издании 1709 года книги К. Алярда «Новое голландское корабельное строение» (гравюры в русском издании создавались русскими же художниками). Так, на одной гравюре, изображающей военный корабль, в голландском издании на кормовом флагштоке, грот-мачте и на носу помещены голландские красно-бело-синие флаги, а в русском издании — уже русские бело-сине-красные флаги с Андреевским крестом. При этом рисунки корабля в обоих изданиях, за исключением флагов, полностью идентичны.
В 1700 году в русском флоте введены флаги адмирала (белого цвета), вице-адмирала (синего цвета) и шаутбенахта или контр-адмирала (красного цвета). В крыже (верхнем углу у древка) этих флагов помещался Андреевский крест на трёхполосном бело-сине-красном поле.
С 1709 года в крыжах военно-морских флагов Андреевский крест находился уже на белом поле. В 1712 году был принят новый вариант кормового флага для главных сил флота (так называемой кордебаталии) и кораблей в одиночном плавании — Андреевский флаг белого цвета с синим крестом, доходящим до углов полотнища (хотя вплоть до 1720 года в источниках продолжают фиксироваться случаи использования белого адмиральского флага с Андреевским крестом в крыже). Указанный флаг приведён в приложении к Морскому уставу 1720 года. При подготовке Устава Пётр I дал такое описание флага с Андреевским крестом:

Флаг белый, через который синий крест Св. Андрея, того ради, что от сего апостола приняла Россия святое крещение.
— 
Также в приложении к Морскому уставу 1720 года приводились изображения флагов авангарда (синий) и арьергарда (красный), у которых в крыже на белом поле размещался Андреевский крест (синий и красный флаги не использовались в 1732—1743 годах и в 1764—1797 годах, а в 1865 году оба этих флага по сути упразднили).
- Андреевский флаг (первоначально флаг кордебаталии — главных сил флота)
- Флаг авангарда
(с 1870 года — флаг вспомогательных судов флота)[101][102]
- Флаг арьергарда
- Флаг вспомогательных судов флота под командованием гражданского капитана 
(с 1883 года)[101][103]
- Гюйс русского военно-морского флота и кораблей РСФСР 
(ок. 1699[104]—1924).
Гюйс ВМФ России 
(с 1992 года)

Морским уставом 1720 года официально подтверждён рисунок гюйса (или кейзер-флага), появившегося в начале XVIII века. Этот флаг предназначался для подъёма на носу корабля (на носовом флагштоке). Кроме того, флаг, аналогичный гюйсу, был флагом морских крепостей (крепостным флагом).
Первоначально на русских кораблях в качестве гюйса поднимали флаг, по внешнему виду соответствующий кормовому флагу. Около 1699 года (но не позднее 1701 года) на флоте стали использовать гюйс оригинального рисунка. Он представлял собой красное полотнище с прямым белым крестом и наложенным на него синим андреевским крестом. Скорее всего, образцом для российского гюйса послужил аналогичный флаг военных кораблей личной унии (союза) Англии и Шотландии — так называемый «Юнион Джек» (Союзный гюйс). Петром I сам гюйс описывался так:

Гуис Красный, в котором вышереченный крест белым обложен. Гуис — он же и кейзерсфлаг.
— 
Впоследствии, указом Петра I от 7 (18) октября 1721 года было велено «генерал-адмиралу графу Апраксину дать кайзер-флаг», и этот флаг стал дополнительно выполнять функции должностного флага генерал-адмирала [флаг генерал-адмирала поднимался на грот-мачте, в то время как обычный гюйс являлся носовым (бушпритным) флагом корабля]. По другим данным, кейзер-флаг пожалован за особые заслуги Ф. М. Апраксину 22 октября (2 ноября) 1721 года по случаю заключения Ништадтского мира и был впервые поднят им в 1722 году как флаг командующего флотом в Персидском походе.
До 1820 года корабли русского флота поднимали гюйс как на ходу, так и при якорной стоянке, а затем только при стоянке корабля на якоре (или на швартовах).
В Своде морских постановлений издания 1886 года говорилось:

1104. Гюйс, — красный флаг с синим Андреевским крестом, окаймлённым белыми полосами и с белым прямым поперечным крестом.
1105. Гюйс, поднятый на флагштоке на бушприте, означает, вместе с кормовым флагом, военный российский корабль…
— 
В 1913 году утверждён новый образец крепостного флага (до этого времени он никак по внешнему виду не отличался от гюйса), представлявший собой полотнище «красного цвета с синим Андреевским крестом, окаймлённым белыми полосами и с белым прямым поперечным крестом», при этом в центре флага помещался российский государственный герб — чёрный двуглавый орёл.

### Царские и императорские штандарты
В начале XVIII века при Петре I появился царский (в дальнейшем императорский) судовой штандарт — жёлтое (золотое) полотнище с расположенным посередине чёрным двуглавым орлом, держащим в клювах и лапах карты четырёх морей. Этот флаг обозначал личное присутствие государя на военном корабле или катере.
В «кабинетных делах» Петра I сохранилось его собственноручное описание штандарта. Вероятно, эта запись сделана по поводу Морского устава 1720 года:

Штандарт, чёрный орёл в жёлтом поле, яко Герб Российской империи имея три короны: две Королевских и одну Империальскую, в которого грудях Св. Георгий с драконом…; в обеих же главах и ногах 4 карты морских: в правой главе Белое море, в левой Каспийское, в правой ноге Палас Меотис, в левой Синус Финикус и пол Синуса Ботника и часть Ост-Зее.
— 
Существует распространённая версия, что впервые царский штандарт с орлом, держащим в клювах и лапах четыре морские карты, подняли уже 8 (19) сентября 1703 года на новом фрегате, получившем название «Штандарт». Однако этот факт не подтверждается источниками — сохранился полный перечень флагов, с которыми «Штандарт» отправился в плавание, это «белый, синий и два красных, все с крестами в крыжах», а также сигнальные флаги: белый, синий, красный, полосатый.
Позднее четыре карты в клювах и лапах двуглавого орла на императорском судовом штандарте были более конкретизированы — на них помещались изображения Балтийского, Белого, Каспийского и Чёрного морей. Судовой штандарт поднимался на грот-мачте корабля либо на носовом флагштоке катера.
При императоре Павле I появился также дворцовый штандарт, который поднимался над дворцом пребывания и работы государя. В центре полотнища этого флага, которое некоторое время было белым, а в дальнейшем жёлтым (золотым), помещалось изображение российского государственного герба — чёрного двуглавого орла со скипетром и державой.
- Штандарт Петра I с линейного корабля «Ингерманланд».
Оригинал, 1716 год.
Центральный военно-морской музей[114]
- Императорский судовой штандарт. 1835 год
- Императорский дворцовый штандарт. 1835 год
- Императорский судовой штандарт
образца 1858 года.
Музей «Императорская рыбацкая изба» в Лангинкоски, Финляндия[115]

### Государственное знамя Российской империи
В 1742 году в связи с церемонией коронации Елизаветы Петровны к числу прежних государственных регалий — короне, скипетру, державе — добавились новые: Государственное знамя, Государственный меч и Большая государственная печать. Впервые созданное Государственное знамя Российской империи представляло собой жёлтое полотнище с изображением на обеих его сторонах чёрного двуглавого орла в окружении овальных щитков с 31 территориальным гербом, символизирующих упомянутые в императорском титуле царства, княжества и земли.
Государственное знамя использовалось в церемонии коронации императора (императрицы) и на других торжественных мероприятиях, а также при погребении монарха.
К коронации Николая I в 1826 году Государственное знамя несколько переделали: до этого одинаковые лицевая и оборотная стороны знамени стали различными, так как некоторые земельные гербы были закрашены и на их месте нарисованы новые.
Следующее Государственное знамя создавалось под руководством геральдиста Б. В. Кёне к коронации Александра II, которая состоялась 26 августа (7 сентября) 1856 года. Изготовление этого знамени происходило в тесной связи с подготовкой Б. В. Кёне проектов Большого, Среднего и Малого гербов Российской империи. Одной из основных идей, привнесённых им, являлось установление так называемых гербовых цветов, то есть цветов государственного герба. Эти цвета требовалось использовать на флагах и знамёнах, в праздничных драпировках, военной униформе и др., подобно тому, как это было принято в Австрийской империи и Королевстве Пруссии. Так как основу государственного герба Российской империи составлял чёрный двуглавый орёл в золотом щите с серебряным всадником (святым Георгием Победоносцем) на груди орла, то Кёне считал, что гербовыми цветами России по правилам геральдики являются чёрный, золотой (жёлтый) и серебряный (белый). Государственное знамя, созданное к коронации Александра II, выполнили «из золотого глазета, с обеих сторон государственный герб, писаный красками; бахрома витая из золота, серебра и чёрного шёлка».
Новые Государственные знамёна изготавливались также к коронациям Александра III (в 1883 году) и Николая II (в 1896 году).
- Государственное знамя, созданное к церемонии коронации Елизаветы Петровны. 1742 год
- Коронация Николая II в Успенском соборе Кремля 14 (26) мая 1896 года (правее императора находится Государственное знамя). 
Картина Лаурица Туксена
- Государственное знамя 1896 года в экспозиции Оружейной палаты Московского Кремля

### Флаги дипломатических представителей
Указом императора Николая I от 26 апреля (8 мая) 1833 года «О флагах, присвояемых Российским Послам при Иностранных Дворах и прочим Дипломатическим Чиновникам» введены флаги чрезвычайных послов, чрезвычайных посланников, резидентов, поверенных в делах, генеральных консулов и консулов.
Чрезвычайным послам тогда полагался «Кейзер-Флаг, имеющий в верхней четверти к флагштоку Российский герб в белом поле». Генеральным консулам, представлявшим коммерческие и частные интересы российских подданных, был присвоен «Российский купеческий флаг, имеющий в верхней четверти синий Андреевский крест в белом поле». Указанные флаги предписывалось поднимать как на судах, так и на домах дипломатических представителей. По мнению некоторых исследователей, это свидетельствует о том, что и при императоре Николае I бело-сине-красные цвета не теряли своего национального значения.
Впоследствии, рисунки флагов дипломатических представителей Российской империи изменялись, однако в их основе продолжали оставаться белые, синие и красные цвета. Так, например, в 1896 году император Николай II утвердил новые флаги дипломатических представителей России, созданные на основе бело-сине-красного национального флага.

### Государственный флаг Российской империи
Впервые гербовые цвета были официально обозначены при императрице Екатерине I — в указе Сената от 11 (22) марта 1726 года об изготовлении новой Государственной печати российский герб описывался как «орёл чёрный с распростёртыми крыльями в жёлтом поле». Хотя царский (позднее императорский) судовой штандарт, представлявший собой чёрного двуглавого орла с белыми картами четырёх морей в клювах и лапах в золотом (жёлтом) поле, появился ещё при Петре І.
Во время правления императрицы Анны Иоанновны, в Высочайше утверждённом мнении Сената от 17 (28) августа 1731 года белая кокарда (тогда это был белый бант) названа «Российским полевым знаком», а в драгунских и пехотных полках офицерам предписывалось иметь шарфы в том числе и «по Российскому гербу», из чёрного шёлка с золотом (либо из чёрного и жёлтого шёлка).
В царствование императора Петра III, наряду с белыми, впервые появляются и чёрно-жёлтые кокарды, а уже при Павле I в 1796 году устанавливается офицерская кокарда в виде чёрного банта с узкими оранжевыми полосками.
В 1815 году при императоре Александре I к имевшимся двум цветам кокарды, чёрному и оранжевому, добавился третий — белый (серебряный). В том же году в честь победы над Наполеоном на общественных зданиях в России были вывешены флаги чёрно-жёлто-белых цветов.
Историк П. И. Белавенец отмечал, что несколько ранее, в 1814 году, при праздновании по случаю заключения Парижского мирного договора «в доме Русского посольства были вывешены бело-сине-красные флаги, которые и были в отчётах французских газет названы русскими национальными». Кроме того, в конце XVIII — начале XIX века, ещё до утверждения в 1806 году флага Российской Американской компании, бело-сине-красные флаги поднимались над русскими поселениями в Северной Америке. Так, английский мореплаватель Джордж Ванкувер сообщал, что в 1794 году русские поселения в Америке встречали его корабль салютом и подъёмом русского флага.
В 1834 году император Николай I утвердил «Положение о Гражданских мундирах», согласно которому кокарда чёрного, оранжевого и серебряного (белого) цветов, как отличительный знак принадлежности к Российскому государству, стала атрибутом не только униформы армейских и флотских офицеров, но и головных уборов гражданских чиновников.
11 (23) июня 1858 года по инициативе Б. В. Кёне (в 1857 году его назначили управляющим Гербовым отделением Департамента герольдии Правительствующего Сената) императором Александром ІІ утверждён рисунок флага «гербовых цветов Империи» (чёрно-жёлто-белый) и дано истолкование этих цветов:

Описание Высочайше утверждённого рисунка расположения гербовых цветов Империи на знамёнах, флагах и других предметах, употребляемых для украшений при торжественных случаях.
Расположение сих цветов горизонтальное, верхняя полоса чёрная, средняя жёлтая (или золотая), а нижняя белая (или серебряная).
Первые полосы соответствуют чёрному Государственному орлу в жёлтом или золотом поле, и кокарда из сих двух цветов была основана Императором Павлом I, между тем как знамёна и другие украшения из сих цветов употреблялись уже во время Царствования Императрицы Анны Иоанновны.
Нижняя полоса белая или серебряная соответствует кокарде Петра Великого и Императрицы Екатерины II; Император же Александр I, после взятия Парижа в 1814 году, соединил правильную гербовую кокарду с древнею Петра Великого, которая соответствует белому или серебряному всаднику (Св. Георгию) в Московском гербе.
— 
Указ утвердил Правительствующий Сенат Российской империи по докладу министра Императорского двора графа В. Ф. Адлерберга. Первоначально этот флаг получил название «гербовый народный флаг», а в 1873 году он был назван «национальным».
В то же самое время бело-сине-красными флагами был украшен Париж во время его посещения императором Александром II для заключения мира после Крымской войны 1853—1856 годов, а французские газеты писали тогда об этом флаге как о «русском национальном».
Несмотря на утверждение чёрно-жёлто-белых государственных цветов России, бело-сине-красный флаг оставался флагом торгового флота. Однако это не умаляло его значение, так как в соответствии с международной флажной традицией, как правило, национальный или государственный флаг одновременно является и флагом гражданского флота. Именно поэтому бело-сине-красный флаг во всём мире считался русским национальным флагом. При этом в самом русском обществе чёрно-жёлто-белый флаг воспринимался как правительственный, в отличие от бело-сине-красного флага, который постепенно фактически приобретал статус гражданского флага.
В 1896 году Особое совещание при Министерстве юстиции для обсуждения вопроса о российском национальном флаге под председательством генерал-адъютанта К. Н. Посьета изучило содержание дел по утверждению Указа от 11 (23) июня 1858 года, затребованных из Министерства Императорского двора и Министерства внутренних дел. В Журнале № 3 заседания Совещания 5 (17) апреля 1896 года было записано:

При подробном рассмотрении… выяснилось, что Высочайшее утверждение в 1858 году флага чёрно-оранжево-белого состоялось по словесному докладу Министра Императорского Двора генерал-адъютанта графа В. Адлерберга без каких либо указаний на другие флаги.
— 
- Медаль «За усмирение Польского мятежа 1863—1864 годов» с лентой «государственных цветов» (2 варианта медали).
1865 год
- Герб Бессарабской губернии с каймой «цветов Империи».
1878 год
- В. М. Васнецов «Известие о взятии Карса».
1878 год.
Саратовский художественный музей имени А. Н. Радищева
- Парадный мундир Лейб-гвардии Драгунского полка с медалью «В память 300-летия царствования дома Романовых» на бело-жёлто-чёрной ленте

1 (13) января 1865 года именным указом Правительствующему Сенату император Александр ІІ учредил медаль «За усмирение Польского мятежа 1863—1864 годов». В данном указе цвета ленты медали — чёрный, оранжевый и белый — были названы «государственными». Это позволило современникам, а также последующим исследователям полагать, что «в 1858 году произошло изменение русского флага» и утверждение «рисунка гербовых цветов» явилось «утверждением национальных цветов России». Геральдический совет при Президенте Российской Федерации также считает, что вышеуказанный флаг нёс функции государственного флага.
В дальнейшем чёрный, золотой (жёлтый) и серебряный (белый) государственные цвета были использованы при создании территориальных гербов. Так, из них состояла кайма щита в гербе Бессарабской губернии, утверждённом в 1878 году.
Тем временем бело-сине-красные флаги всё чаще стали появляться на улицах российских городов, по крайней мере, столичных: например, в Москве во время открытия памятника А. С. Пушкину (1880 год). Именно на этот флаг обратил особое внимание император Александр III. Когда в 1883 году речь зашла о праздновании его коронации, министру внутренних дел графу Д. А. Толстому было объявлено о желании «в русской столице… видеть национальные флаги».
28 апреля (10 мая) 1883 года, накануне коронации Александра III, появилось Высочайшее повеление «О флагах для украшения зданий в торжественных случаях», разрешающее использовать для украшения зданий только бело-сине-красный флаг:

По всеподданнейшему Министра Внутренних Дел докладу, Государь Император, в 28-й день Апреля 1883 года, Высочайше повелеть соизволил: чтобы в тех торжественных случаях, когда признаётся возможным дозволить украшение зданий флагами, был употребляем исключительно русский флаг, состоящий из трёх полос: верхней — белого, средней — синего и нижней — красного цветов…
— 
По поводу повеления от 28 апреля (10 мая) 1883 года Особое совещание под председательством К. Н. Посьета записало:

Что касается закона 1883 года об украшении зданий исключительно бело-сине-красным флагом, то из письменного Всеподданнейшего доклада, находящегося в деле, Совещанием усмотрено, что Министр Внутренних дел Статс-Секретарь граф Толстой представлял к Высочайшему утверждению два флага: чёрно-оранжево-белый и бело-сине-красный, первый — как национальный и второй — как торговый, и что Государь Император избрал из них последний флаг, назвав его исключительно русским и тем, казалось бы, окончательно разрешил вопрос о единстве нашего государственного народного флага.
— 
Однако чёрно-жёлто-белые флаги продолжали использоваться в торжественные дни как при коронации Александра III, так и впоследствии. Например, в августе 1885 года чёрно-жёлто-белые флаги поднимались как национальные при встрече русского императора Александра III и австрийского императора Франца Иосифа в Кремзире, а 16 (28) февраля 1887 года вышел приказ по военному ведомству № 34, в котором описано изготовление чёрно-жёлто-белого флага как «национального»:

Национальный флаг изготовляется из трёх равных горизонтальных отрезков флачной материи — чёрного, жёлтого и белого цветов…
— 
В конце XIX века известный сторонник чёрно-жёлто-белого флага Е. Н. Воронец активно отстаивал мнение о том, что Высочайшее повеление Александра III 1883 года о флагах для украшения зданий в торжественных случаях, объявленное министром внутренних дел на основе устного распоряжения императора, не могло отменить подписанный собственноручно его предшественником, императором Александром II, указ от 1 (13) января 1865 года, в котором государственными цветами назывались чёрный, оранжевый и белый. Е. Н. Воронец считал, что именной указ императора Александра II мог бы отменить только соответствующий указ, также подписанный лично российским императором. Тем не менее положения Повеления 1883 года исполнялись местными властями. Так, 15 (27) мая 1892 года в праздничный день воспоминания коронации императора Александра III харьковская полиция потребовала снятия со зданий вывешенных чёрно-жёлто-белых флагов, что имело определённый общественный резонанс.
Продолжающаяся дискуссия о российском национальном флаге потребовала в преддверии коронации Николая II созыва Особого совещания при Министерстве юстиции под председательством генерал-адъютанта К. Н. Посьета для обсуждения вопроса «о русских государственных национальных цветах» (заседания Совещания проходили в марте — апреле 1896 года). Решение Совещания было подготовлено изданием анонимной брошюры «Происхождение флагов и их значение» и рассылкой её членам Совещания с пометой «Печатано по распоряжению Председателя Особого Высочайше утверждённого Совещания», доклад председателя Совещания повторял положения этой брошюры.
Проанализировав результаты предварительно проведённой работы по изучению истории происхождения различных флагов, в том числе и российских, участники Особого совещания сделали следующее заключение:

Разнообразны были цвета как кокард и гербов, так и знамён, и как легко эти цвета менялись. Не было цветов, которым бы отдавалось предпочтение и которые бы имели значение государственных… Поэтому о четырёхвековом существовании каких-либо цветов в качестве российских государственных, как утверждают авторы брошюр и газетных статей, доказывающих историческое значение цветов чёрного, оранжевого и белого, и речи быть не может.
— 
В результате Совещание пришло к единому мнению:

…флаг бело-сине-красный имеет право называться Российским или национальным, и цвета его белый, синий и красный именоваться государственными; флаг же чёрно-оранжево-белый не имеет к тому ни геральдических, ни исторических основ. Флаг бело-сине-красный должен быть единым для всей Империи, не исключая и Финляндию.
— Из доклада генерал-адмирала великого князя Алексея Александровича 
(цит. по: Соболева Н. А. Историческое прошлое российского триколора: факты и мифы // «Военно-исторический журнал». — 2014. — № 8. — С. 54)
В качестве аргументов в документах Особого совещания, в частности, были приведены и такие:

…народные цвета, для наружного знака или флага, следует искать в народном быте, народном вкусе, в проявлениях народной жизни, а также и в природе России. <…>
Великороссийский крестьянин в поле и в праздник ходит в красной или синей рубашке, малорос[sic] и белорус — в белой, бабы русские рядются в сарафаны также красные и синие.
Вообще, в понятиях русского человека — что красно, то и хорошо и красиво; на этом основании сложилось большое число народных пословиц, например:

«Не красна изба углами, красна пирогами»;

«Жить в добре и в красне хорошо и во сне»;

«Велик звон да не красен (не хороша слава)»;

«Красное солнышко на белом свете чёрную землю греет»…
Из следующих поговорок видно то же уважение народа и к белому цвету:

«Русский белый царь»,

«Белая земля — земля церковная»,

«На белой Руси не без добрых людей»,

«Без правды жить, с бела света бежать»,

«Белая барыня» и проч.
Если к этому присоединить белый цвет снежного савана, в который вся Россия облекается в течение более полугода, то, на основании и этих признаков, будет ясно, что для эмблематического выражения наружного вида России необходимо употребить цвета: белый, синий и красный.
— 
29 апреля (11 мая) 1896 года на основе доклада великого князя генерал-адмирала Алексея Александровича, в котором содержались выводы Особого совещания о русских национальных цветах, император Николай II принял решение «на признание во всех случаях бело-сине-красного флага национальным».
В соответствии с этим повелением коронация Николая II, состоявшаяся 14 (26) мая 1896 года, прошла со множеством бело-сине-красных флагов, драпировок и т. п. Участникам коронации раздавались бело-сине-красные нагрудные ленточки, почётным гостям вручались памятные медали на бело-сине-красных лентах. Что, однако, не помешало провинциальной публике в день коронации «любоваться громадными трёхсаженными флагами из государственных цветов чёрно-жёлто-белого сочетания… на одной из самых лучших улиц Харькова».
- Михай Зичи. «Александр II и шах Наср-эд-Дин во время парада на Царицыном лугу» (1874 г.)[153]. Для украшения павильонов использовались чёрно-жёлто-белые и бело-сине-красные флаги
- А. И. Шарлемань. «Торжественная встреча войск гвардии у Московских ворот 3 сентября 1878 года».
- К. А. Савицкий. «Торжественный въезд в Москву» (хромолитография А. А. Ильина из коронационного альбома Александра III, 1885 г.)[154]

Высочайшее решение было реализовано путём издания соответствующих нормативных документов: приказа по военному ведомству № 102 от 9 (21) мая 1896 года, а также циркуляра Главного интендантского управления № 28 1896 года о том, что флаги в запасе военно-врачебных заведений «должны заготовляться взамен прежде заготовленных чёрно-оранжево-белых установленного национального бело-сине-красного цвета». 29 июля (10 августа) 1896 года императором Николаем II утверждены сразу восемь новых флагов на основе русского бело-сине-красного флага (это были флаги дипломатических представителей Российской империи, лоцманский флаг и флаги судоходных компаний, в том числе флаг судов Добровольного флота).
В 1899 году утверждён новый Морской устав, подготовленный комиссией под руководством адмирала К. П. Пилкина. В статье 1313 данного устава бело-сине-красный флаг обозначен как «национальный» (а не только как «коммерческий» согласно формулировке прежнего устава 1885 года):

1313. Флаг для коммерческих судов, — русский национальный флаг, состоит из трёх горизонтальных полос, считая сверху: белой, синей и красной. Он носится судами коммерческого флота приписанными к портам всех владений Российской Империи, исключая тех судов, коим присвоены особые флаги.
— 
Подобная формулировка сохранялась и в дальнейшем — в изданиях Морского устава 1901 и 1914 годов.
В последнее десятилетие XIX века бело-сине-красный флаг, который стали вывешивать на зданиях, делая для этого особые гнёзда под древки, сопровождал также ярмарки и другие народные праздники, а уже во время русско-японской войны 1904—1905 годов его можно было встретить и в армейских частях. В свою очередь, чёрно-жёлто-белые цвета начали восприниматься как сугубо монархические, «романовские»: лента именно таких цветов, но расположенных в обратном порядке, была, к примеру, у медали «В память 300-летия царствования дома Романовых» (1913 год).
Перед важнейшим событием — 300-летием Дома Романовых — сторонники монархических устоев вновь инициировали обсуждение вопроса о цветах российского национального флага.
10 (23) мая 1910 года созвано новое Высочайше утверждённое при Министерстве юстиции Особое совещание «для всестороннего и по возможности окончательного выяснения вопроса о государственных русских национальных цветах» под председательством товарища (заместителя) министра юстиции А. Н. Верёвкина, подошедшее к вопросу с гораздо большей основательностью. В работе Совещания приняли участие представители министерств юстиции, народного просвещения, императорского двора, морского, иностранных дел, внутренних дел, Департамента герольдии Сената, а также Эрмитажа и Императорской публичной библиотеки. Среди участников Совещания были такие крупнейшие специалисты, как хранитель Оружейной палаты Ю. В. Арсеньев, известный военно-морской историк капитан 2-го ранга П. И. Белавенец, помощник директора Императорской публичной библиотеки Н. П. Лихачёв, управляющий Гербовым отделением Департамента герольдии А. П. Барсуков, библиотекарь Главного управления Генерального штаба А. И. Григорович, сотрудники Эрмитажа барон А. Е. фон Фёлькерзам и С. Н. Тройницкий. Во время работы Совещания были собраны сведения о гербах, флагах и кокардах зарубежных государств, о древних российских печатях, грамотах и знамёнах. Большой и кропотливый труд проделал П. И. Белавенец, доставивший в Санкт-Петербург старинный петровский бело-сине-красный флаг, хранившийся до этого в Архангельске. Он также собрал сведения о русских знамёнах, захваченных шведами под Нарвой, переиздал и прокомментировал «Книгу о флагах» К. Алярда (Алларда) и составил специальную записку о русских знамёнах.
В ходе работы Особого совещания предлагались различные варианты национального флага (например, чёрный двуглавый орёл на белом полотнище), по данной теме велась острая полемика в прессе. При этом П. И. Белавенец отстаивал приоритет бело-сине-красного флага, сторонниками чёрно-жёлто-белого флага являлись Ю. В. Арсеньев, В. Е. Белинский, Е. Н. Воронец и — с оговорками — Н. П. Лихачёв.
Совещание выявило отсутствие строгих геральдических оснований как для чёрно-жёлто-белых, так и для бело-сине-красных цветов национального флага. Однако, исходя из геральдического принципа соответствия цветов государственного флага гербовым цветам, большинство участников Совещания высказалось за то, чтобы признать русскими государственными цветами чёрный, жёлтый (золотой) и белый (серебряный). Бело-сине-красный флаг предлагалось отменить (оставив его лишь для торговых судов во внутренних водах). Заключение Особого совещания было представлено на рассмотрение Совета министров Российской империи, который на заседании 27 июля (9 августа) 1912 года постановил «подвергнуть его дополнительному соображению с точки зрения практической приемлемости и целесообразности», возложив это «соображение» на особую комиссию при Морском министерстве.
Комиссия под председательством морского министра И. К. Григоровича и при участии представителей ряда министерств признала предложенную Особым совещанием реформу неудобной. При этом она констатировала, что «изменение национальных флагов, как военных, так и коммерческих в иностранных государствах имело место лишь в тех случаях, когда страна переживала государственный переворот или же после крупных политических событий».
В 1913 году император Николай II подтвердил указ Александра II о государственных цветах России: чёрном, жёлтом и белом. Однако национальным флагом продолжал оставаться бело-сине-красный триколор: так, к примеру, в 1913 году повелением Николая II спортсменам (которые при этом не являлись офицерами) было предоставлено право носить «прямоугольник с горизонтальными полосами национальных цветов (бело-сине-красный)», а в соответствующей статье Морского устава издания 1914 года бело-сине-красный флаг по-прежнему обозначался как «национальный».
10 (23) сентября 1914 года на заседании Совета министров Российской империи постановили впредь все вопросы о флагах передать в ведение Морского министерства, на которое и возлагалось решение о реформе русского национального флага (однако вплоть до 1917 года никаких изменений в цветах национального флага не произошло).
В самом начале Первой мировой войны, 12 (25) августа 1914 года, или по другим данным 18 (31) августа того же года, циркуляром № 29897 Министерства внутренних дел Российской империи было предписано использовать на манифестациях новый флаг — бело-сине-красное полотнище с чёрным двуглавым орлом в жёлтом квадрате у древка (также разрешалось его употребление «в частном быту»). Таким образом, этот флаг соединил императорский штандарт с национальным флагом. Его символика подчёркивала «единение Царя с народом». Указанный флаг в некоторых дореволюционных публикациях назывался «новым русским национальным флагом», хотя он никогда не имел статуса официального национального флага Российской империи и достаточно редко использовался (в основном в печатной продукции).
8 (21) сентября 1914 года император Николай II повелел разрешить использование рисунка нового флага лишь для «украшения патриотических картин и изданий», ношения в виде нагрудного значка «как в частном быту, так и на разрешённых патриотических собраниях», а также для ношения в тех же случаях в виде ручного флажка (размерами «не более четырёх вершков длиною, трёх вершков шириною при древке не длиннее семи вершков»), при этом оговаривалось, что для украшения зданий в торжественные дни и во всех других случаях, когда допускается поднимать флаг или нести его в процессии, должен использоваться исключительно бело-сине-красный национальный флаг, а подъём нового флага-символа, содержащего в своём рисунке императорский штандарт, в этих случаях не допускался.
В годы Первой мировой войны на летательные аппараты русской военной авиации наносили опознавательные знаки, основанные на бело-сине-красных цветах.
- Опознавательный знак военного воздушного флота России
(с 1914 года)
- Русский аэроплан «Ньюпор-11».
1916 год
- Вариант бело-сине-красного опознавательного знака на самолётах русской военной авиации времён Первой мировой войны

### Флаг России в период Временного правительства
Во время Февральской революции 1917 года император Николай II отрёкся от престола в пользу своего брата великого князя Михаила Александровича, который, в свою очередь, передал власть Временному правительству. Затем 1 (14) сентября 1917 года Россия была провозглашена демократической республикой.
25 апреля (8 мая) 1917 года под председательством Ф. Ф. Кокошкина состоялось заседание Юридического совещания при Временном правительстве для «обсуждения вопроса о дальнейшем употреблении знаков государственного герба и национального флага». В нём в качестве экспертов («сведущих лиц») приняли участие такие известные специалисты в области государственной символики, как В. К. Лукомский и С. Н. Тройницкий. По итогам прошедшего обсуждения было, в частности, отмечено следующее: «По вопросу о национальном флаге, юридическое совещание признало, что бело-сине-красный флаг не имеет в себе никаких династических признаков или монархических эмблем, и потому не нашло препятствий к употреблению этого флага впредь до решения вопроса Учредительным Собранием».
На прошедшем 6 (19) мая 1917 года заседании Временного правительства вопрос о государственном гербе и национальном флаге отложили до «разрешения Учредительным собранием». Бело-сине-красный флаг продолжал быть фактическим государственным символом России до Октябрьской революции 1917 года (де-юре — до принятия 8 апреля 1918 года декрета Всероссийского Центрального Исполнительного Комитета об установлении флага РСФСР), а в период Гражданской войны бело-сине-красный флаг представлял собой символ Российского государства и Белого движения в противовес красному флагу Советской России.

### Флаг РСФСР
В ночь с 25 на 26 октября (с 7 на 8 ноября) 1917 года в России произошла очередная революция, и к власти пришла партия большевиков. Высшими органами власти государства стали Всероссийский Центральный Исполнительный Комитет (ВЦИК) и Совет Народных Комиссаров (СНК).
Роль государственного флага в Советской России в первые месяцы советской власти выполняло прямоугольное красное полотнище без надписей и эмблем, хотя это и не было установлено никаким нормативным актом (юридически сохранялось официальное название государства — Российская Республика, флагом которой де-юре оставался бело-сине-красный флаг). В связи с тем, что применение неузаконенного красного флага вызывало явные коллизии в международных отношениях, 8 апреля 1918 года вопрос о флаге РСФСР обсуждался на заседании Совета Народных Комиссаров (СНК). В постановлении СНК предлагалось ВЦИК объявить государственным флагом красное полотнище с буквами «П. В. С. С.» (то есть с аббревиатурой девиза «Пролетарии всех стран, соединяйтесь!»). Однако в итоге декретом Всероссийского Центрального Исполнительного Комитета от 8 апреля 1918 года было определено: «Флагом Российской Республики устанавливается Красное Знамя с надписью: „Российская Социалистическая Федеративная Советская Республика“». В тексте декрета не содержалось никаких уточнений относительно цвета, величины и расположения надписи, соотношения ширины и длины полотнища.
17 июня 1918 года ВЦИК утвердил образец изображения флага РСФСР, разработанный по поручению Народного комиссариата иностранных дел художником-графиком С. В. Чехониным. Флаг представлял собой красное прямоугольное полотнище, в верхнем углу которого, у древка, помещалась надпись «РСФСР» золотыми буквами, стилизованными под славянские; эта надпись от остальной части полотнища с двух сторон отделялась золотыми полосками, образующими прямоугольник.
10 июля 1918 года V Всероссийский съезд Советов утвердил первую Конституцию РСФСР, которая была опубликована 19 июля того же года. В статье 90 Конституции содержалось описание флага РСФСР:

90. Торговый, морской и военный флаг Российской Социалистической Федеративной Советской Республики состоит из полотнища красного (алого) цвета, в левом углу которого — у древка, наверху, помещены золотые буквы Р. С. Ф. С. Р. или надпись: Российская Социалистическая Федеративная Советская Республика.
— 
Новый флаг РСФСР оказался малопригодным для использования на море, так как надпись на нём на расстоянии плохо различалась. Поэтому в 1920 году дополнительно разработаны и утверждены военно-морской и торговый флаги РСФСР, а существовавший до этого флаг РСФСР остался государственным и военным флагом (при этом стилистика написания букв на флаге была незначительно скорректирована; в качестве Государственного флага РСФСР он использовался до 1937 года). В связи с образованием СССР флаг торгового флота РСФСР и военно-морской флаг РСФСР в 1923—1924 годах заменили соответственно на Государственный флаг СССР и Военно-морской флаг СССР.
После принятия в 1924 году Конституции СССР, в которой использовалось понятие «Государственный флаг СССР», 11 мая 1925 года XII Всероссийский съезд Советов одобрил новую редакцию Конституции РСФСР со следующим описанием её государственного флага:

88. Государственный флаг Российской Социалистической Федеративной Советской Республики состоит из полотнища красного (алого) цвета, в левом углу коего, у древка наверху, помещены золотые буквы «Р.С.Ф.С.Р.».
— 
23 марта 1925 года ВЦИК и СНК РСФСР приняли совместное постановление «О порядке употребления государственного флага РСФСР учреждениями, организациями и частными лицами». Согласно статье 1 этого постановления, государственный флаг РСФСР поднимался (вывешивался) постоянно только на зданиях ВЦИК, СНК РСФСР и всех местных Советов и их исполнительных комитетов; а временно — во время съездов Советов и сессий ВЦИК — на зданиях, где проходили их заседания. Кроме того, «в дни общепролетарских, общесоюзных, республиканских и местных праздников и торжеств» указанный флаг вывешивался также и на зданиях государственных учреждений и государственных предприятий РСФСР.
Далее в постановлении указывалось, что в дни праздников и торжеств «на всех государственных зданиях, кроме упомянутых в статье 1, как то: учебных заведениях, больницах, театрах и тому подобных, поднимается флаг, состоящий из полотнища красного цвета без надписей и обозначений, прямоугольный, с отношением длины полотнища к ширине, как 2:1». Обязанность поднимать такой флаг в дни общепролетарских и общесоюзных праздников распространялась также на профессиональные, кооперативные и другие общественные организации. Помимо этого, красный флаг без надписей могли по своему желанию вывешивать на зданиях в дни праздников частные лица и частные организации. Таким образом, данным постановлением была сужена сфера применения Государственного флага РСФСР и узаконено употребление простого красного полотнища в роли своеобразного национального флага. Красный флаг без надписей и символов являлся наиболее распространённым флагом в СССР (и в РСФСР в том числе) до 1955 года, когда было утверждено «Положение о Государственном флаге РСФСР», которое не предусматривало замену государственного флага РСФСР простым красным полотнищем.
Вопреки сложившемуся мнению, что государственный флаг СССР вытеснил из употребления государственный флаг РСФСР, сфера применения государственного флага СССР первоначально была не очень широкой. В соответствии с утверждённым 29 августа 1924 года постановлением Президиума ЦИК СССР и Совета Народных Комиссаров СССР «О флагах и вымпелах Союза Советских Социалистических Республик» помимо использования в качестве кормового флага на торговых и пассажирских судах, приписанных к советским портам, государственный флаг СССР непосредственно на территории Советского Союза постоянно был поднят только на зданиях Центрального Исполнительного Комитета СССР и Совета Народных Комиссаров СССР. В дни общесоюзных праздников государственный флаг СССР поднимался также над зданиями центральных и местных учреждений народных комиссариатов и иных органов СССР, которые в большинстве населённых пунктов СССР просто отсутствовали.
21 января 1937 года Чрезвычайным XVII Всероссийским съездом Советов утверждена новая конституция РСФСР, которая гласила:

Статья 149. Государственный флаг Российской Советской Федеративной Социалистической Республики состоит из красного полотнища, в левом углу которого, у древка наверху, помещены золотые буквы «РСФСР».
— 
Постановлением Президиума ВЦИК от 1 апреля 1937 года утверждён новый образец Государственного флага РСФСР, разработанный по поручению Президиума ВЦИК художником А. Н. Милькиным. В отличие от флага РСФСР прежнего образца, новый флаг не имел обведённого золотыми линиями крыжа, а аббревиатура названия республики была нанесена обычным шрифтом, без разделительных точек.
20 января 1947 года Президиум Верховного Совета СССР своим постановлением «О государственных флагах союзных республик» признал целесообразным внести изменения в государственные флаги союзных республик с тем, чтобы они одновременно отражали идею союзного советского государства и национальные особенности республик. На новые флаги республик помещалась эмблема СССР — серп и молот с пятиконечной звездой — при сохранении основного красного цвета полотнища, а национальные, исторические и культурные особенности каждой республики поручалось выразить другими цветами, а также при помощи национального орнамента.
Первое заседание, посвящённое разработке нового флага РСФСР, прошло в марте 1947 года под председательством секретаря Президиума Верховного Совета РСФСР П. В. Бахмурова. Известный художник-плакатист А. А. Кокорекин предложил использовать национальные белый, синий и красный цвета. По его проекту на красном флаге снизу располагались белая и синяя полосы, занимавшие одну треть полотнища. Этот проект флага в июне 1948 года послали на согласование секретарю Президиума Верховного Совета СССР А. Ф. Горкину, и в декабре 1949 года — председателю Совета Министров РСФСР Б. Н. Черноусову. Но соответствующее решение принято не было. Кроме того, среди проектов нового флага РСФСР имелся и такой: в нижней трети полотнища помещались три продольные полосы — белая, синяя и красная, повторявшие расцветку исторического флага России. Однако в итоге в виде «национальной особенности» на флаге РСФСР появилась лишь вертикальная светло-синяя полоса (проект художника В. П. Викторова).
Указом Президиума Верховного Совета РСФСР от 9 января 1954 года установлен новый Государственный флаг РСФСР. Законом «О Государственном флаге РСФСР» от 2 июня 1954 года этот Указ был утверждён, и описание флага внесено в статью 149 Конституции РСФСР:

Статья 149. Государственный флаг Российской Советской Федеративной Социалистической Республики состоит из красного полотнища со светлосиней[sic] полосой у древка во всю ширину флага. Светлосиняя полоса составляет одну восьмую длины флага. В левом верхнем углу красного полотнища изображены золотые серп и молот и над ними красная пятиконечная звезда, обрамлённая золотой каймой. Отношение ширины флага к длине 1:2.
— 
Затем Указом Президиума Верховного Совета РСФСР от 23 декабря 1955 года утверждено «Положение о Государственном флаге Российской Советской Федеративной Социалистической Республики», в котором были уточнены размеры и место расположения символов на флаге. Неотъемлемой частью в указанное Положение включили графическое изображение флага с указанием всех размеров, необходимых при его изготовлении.
Описание государственного флага РСФСР было в целом повторено в статье 181 новой Конституции РСФСР, которую приняли в 1978 году. 22 января 1981 года Указом Президиума Верховного Совета РСФСР утверждена новая редакция Положения о Государственном флаге РСФСР. В нём, в частности, на цветном и схематическом рисунках обратной стороны полотнища флага отсутствовали изображения звезды, серпа и молота.

### Использование российского триколора после 1917 года

#### Гражданская война в России и Белая эмиграция
Во время Гражданской войны в России бело-сине-красный флаг использовался Белым движением (в том числе и властями Российского государства, во главе которого стоял Верховный правитель адмирал А. В. Колчак), а по её окончании — эмигрантскими организациями за пределами СССР.
- Медаль дроздовцам на бело-сине-красной ленте (для награждения чинов отряда полковника Дроздовского),
1918 год
- Пропагандистский плакат Белого движения с изображением бело-сине-красного флага России,
1919 год
- Плакат Добровольческой армии с изображением нарукавного шеврона цветов российского национального флага, 1919 год
- Обложка журнала «Часовой»[189] с изображением щита цветов флага России, 1932 год

Так, например, в феврале — апреле 1918 года при генерале Л. Г. Корнилове постоянно находился бело-сине-красный флаг с надписью «Отечество». Отличительным знаком Добровольческой армии стал нашиваемый на рукав «угол из лент национальных цветов» — белого, синего, красного. Аналогичный шеврон, только нашиваемый острым углом вверх, был знаком Северо-Западной армии генерала Н. Н. Юденича. Весной 1920 года генералом П. Н. Врангелем учреждается орден Святителя Николая Чудотворца в виде металлического креста с изображением Святителя Николая, который носили на «трёхцветной национальной ленте».
«Новый русский национальный флаг» с имперским орлом в жёлтом кантоне, наряду с обычным российским триколором, поднимался русскими добровольцами-монархистами, сражавшимися в гражданской войне в Испании в 1936—1939 годах на стороне генерала Франко.

#### Вторая мировая война
Во время Второй мировой войны исторические флаги России — Андреевский и бело-сине-красный, а также эмблемы на их основе использовали некоторые русские военные формирования, воевавшие на стороне нацистской Германии, в частности, Русская освободительная армия (РОА) под командованием А. А. Власова и «Особая дивизия R» (дивизия «Руссланд») под командованием Б. А. Смысловского.
Доктор исторических наук Н. А. Соболева отмечала, что в настоящее время в некоторых средствах массовой информации периодически появляются «нелестные высказывания о государственном флаге России» и транслируется миф о «власовском» триколоре. По её мнению, этот устойчивый миф «рассчитан на недостаточную историческую грамотность современного российского общества», а авторы различных современных интерпретаций на тему российского флага умалчивают или искажают многие исторические факты.
Н. А. Соболева приводила документальные свидетельства о том, что в начале 1943 года в процессе создания и утверждения символики Русской освободительной армии (РОА) рейхсминистр по делам восточных оккупированных территорий А. Розенберг лично перечеркнул все проекты нарукавного знака РОА, основанные на цветах русского национального бело-сине-красного флага. В итоге для РОА был утверждён проект знака с синим Андреевским крестом. Отмечается, что имевшее место эпизодическое появление в частях РОА российского триколора связано отнюдь не с фигурой А. А. Власова, а с инициативой белоэмигрантов. Кроме того, военные историки указывают, что большинство подразделений из русских коллаборационистов придавались немецким воинским частям либо непосредственно подчинялись немецкому военному командованию, не являясь таким образом самостоятельными боевыми частями. Поэтому эти подразделения вообще не имели собственной символики в виде знамён или флагов.
«Конец ВС КОНР, которые распустили в последние дни войны их руководители, был плачевен, как, впрочем, и для самих руководителей, пытавшихся бело-сине-красным русским флагом прикрыть свою идейную несостоятельность», — писала Н. А. Соболева.

#### Перестройка в СССР
С 1987 года бело-сине-красный флаг начал открыто использоваться национально-патриотическими организациями (в частности, обществом «Память»). С октября 1988 года трёхцветные бело-сине-красные флаги стали появляться на митингах и демонстрациях российского демократического движения. Так, 7 октября 1988 года в День Конституции СССР этот флаг был поднят по инициативе членов НТС и «Демократического союза» на митинге, который проходил на ленинградском стадионе «Локомотив», и очень быстро он утвердился в массовом сознании как символ всех демократических сил.
В матче за звание чемпиона мира по шахматам 1990 года Гарри Каспаров, формально представлявший СССР, выступал под бело-сине-красным флагом — символом новой, демократической России. Его соперником являлся Анатолий Карпов, который играл под советским флагом.
Одновременно стали появляться и статьи об истории и значении национальных символов России. Автор первой серьёзной публикации — «О русском национальном флаге» — О. Сидельников отмечал: «Сейчас, когда возникло пристальное внимание к „белым пятнам“ истории, при резко возросшем интересе к своей национальной истории, литературе, культуре, думается, что русским следовало бы вернуть себе свою национальную символику и, в частности, свой национальный флаг, как это уже сделали Литва, Латвия и Эстония». Кроме того, в Ленинграде возникла группа «Русское знамя», которая восстанавливала и приводила в порядок памятники и могилы исторических деятелей. Одним из направлений работы энтузиастов упомянутой группы стала пропаганда идеи восстановления бело-сине-красного флага в качестве государственного флага России.

### Использование флагов советского периода после 1991 года
Несмотря на утверждение бело-сине-красного государственного флага в 1991 году, представители российских коммунистических организаций продолжали использовать флаги СССР и РСФСР на уличных манифестациях и митингах. Также флаги СССР и РСФСР, чёрно-жёлто-белый флаг Российской империи и Андреевский флаг использовались некоторыми сторонниками Верховного Совета России во время событий сентября — октября 1993 года в Москве.
В 1994 и 1997 годах депутат от фракции КПРФ О. А. Шенкарёв вносил на рассмотрение Государственной думы проекты федеральных конституционных законов о государственных символах России, в которых в качестве государственного флага предлагалось утвердить красное полотнище с расположенными в верхнем углу золотыми серпом и молотом. Однако эти законопроекты не были приняты Думой.
7 ноября 2003 года кандидат в депутаты Государственной думы, член КПРФ Армен Бениаминов поднял на флагштоке здания Государственной думы флаг СССР вместо спущенного им перед этим государственного флага Российской Федерации. Против Бениаминова возбудили уголовное дело по статье 329 Уголовного кодекса России «Надругательство над Государственным гербом Российской Федерации или Государственным флагом Российской Федерации».
В 2006 году флаг РСФСР использовали антиглобалисты на проводившейся на стадионе имени Кирова в Санкт-Петербурге акции протеста «Контрсаммит» против проведения саммита G8.
В апреле 2022 года группа депутатов от КПРФ выступила с законодательной инициативой в Государственной думе об установлении в качестве государственного флага России фактически бывшего флага СССР.

### Флаг Российской Федерации с 1991 года
После прошедших в марте 1990 года выборов народных депутатов РСФСР движение «Демократическая Россия» образовало «Конституционную комиссию», которая подготовила проекты Декларации о государственном суверенитете республики и предложения по конституционным поправкам. В числе обсуждавшихся первоочередных поправок было изменение Государственного флага РСФСР — новой редакцией статьи 181 Конституции предлагалось установить следующее: «Государственный флаг РСФСР представляет собой трёхцветное прямоугольное полотнище с равными по величине горизонтальными полосами: верхняя — белого, средняя — голубого, нижняя — алого цвета. Отношение ширины флага к его длине — 1:2».
Однако на первом Съезде народных депутатов РСФСР установленный в 1954 году государственный флаг РСФСР изменён не был, более того, 23 мая 1990 года депутаты большинством голосов постановили убрать бело-сине-красные флажки, установленные на столиках некоторых народных депутатов РСФСР, а в прессе эти флажки назвали «царской символикой». В проекте Конституции Российской Федерации, принятом 12 октября 1990 года Конституционной комиссией РСФСР за рабочую основу (комиссия создана первым Съездом народных депутатов РСФСР), устанавливалась более осторожная формулировка без явного указания на бело-сине-красный флаг и двуглавого орла: «Официальные отличительные знаки Российской Федерации (герб и флаг) воплощают исторические символы российской государственности. Описание государственного герба и государственного флага Российской Федерации, порядок их использования определяются законом». Но даже это положение вызвало острую критику, и в последующих вариантах проекта Конституции (ноябрь 1990 года — июль 1991 года) оно тоже было снято и заменено отсылкой к закону.
12 июня 1990 года первый Съезд народных депутатов РСФСР принял «Декларацию о государственном суверенитете Российской Советской Федеративной Социалистической Республики», а уже 5 ноября 1990 года Совет Министров РСФСР издал постановление об организации работы по созданию новых государственных флага и герба РСФСР. Этим постановлением формировалась правительственная комиссия по созданию Государственного флага и Государственного герба РСФСР, которая в трёхмесячный срок должна была представить соответствующие проекты государственной символики.
По поручению правительственной комиссии Комитет по делам архивов организовал работу «круглого стола» под руководством председателя Комитета Р. Г. Пихоя. В его работе приняли участие историки, сотрудники музеев, художники, народные депутаты РСФСР, представители министерств и ведомств. В конце 1990 — начале 1991 года прошли несколько заседаний «круглого стола», на которых обсуждались происхождение и эволюция государственных символов и вырабатывалась концепция государственной символики России. В итоге «круглый стол» подготовил предложения, которые и были представлены правительственной комиссии Совета Министров РСФСР: так, в качестве Государственного флага РСФСР рекомендовалось принять бело-сине-красный флаг.
В марте 1991 года, изучив на своём заседании представленные предложения, правительственная комиссия приняла решение отложить внесение соответствующих законопроектов на рассмотрение Совета Министров и Верховного Совета РСФСР на период до окончания избирательной кампании по выборам президента РСФСР.
Во время «Августовского путча» бело-сине-красный флаг широко использовался силами, противостоявшими ГКЧП. Постановлением Верховного Совета РСФСР от 22 августа 1991 года, подготовленным на основе соответствующего положения проекта Конституции России, исторический флаг России был признан официальным Национальным флагом Российской Федерации:

Верховный Совет РСФСР постановляет:

До установления специальным законом новой государственной символики Российской Федерации считать исторический флаг России — полотнище из равновеликих горизонтальных белой, лазоревой и алой полос — официальным Национальным флагом Российской Федерации.
— 
В тот же день над зданием Верховного Совета РСФСР водрузили бело-сине-красный флаг из шёлка размером 180×255 см.
Из-за бурных событий августа 1991 года вышеуказанное постановление Верховного Совета РСФСР об установлении Национального флага России было официально опубликовано только 3 сентября 1991 года, а до этого, 27 августа 1991 года центральные газеты опубликовали сообщение ТАСС от 25 августа, которое гласило:

Председатель Совета Министров РСФСР И. С. Силаев направил центральным и местным органам государственной власти и управления РСФСР, а также средствам массовой информации телеграмму, в которой, в частности, говорится:

Руководствуясь решениями чрезвычайной сессии Верховного Совета РСФСР от 21 августа 1991 года и Президента РСФСР, считать Государственным флагом РСФСР исторический Российский флаг, представляющий собой полотнище из трёх равновеликих горизонтально расположенных полос: верхней — белого, средней — синего, нижней — красного цветов. Соотношение ширины флага к его длине — 1:2.
— 
1 ноября 1991 года пятым Съездом народных депутатов РСФСР бело-лазорево-алый флаг был законодательно утверждён Государственным флагом РСФСР:

Государственный флаг РСФСР представляет собой прямоугольное полотнище с равновеликими горизонтальными полосами: верхняя полоса белого цвета, средняя — лазоревого цвета и нижняя — алого цвета. Отношение ширины флага к его длине — 1:2.
— Статья 181 Конституции (Основного Закона) РСФСР 1978 года (в редакции от 1 ноября 1991 года)
За утверждение флага проголосовало 750 народных депутатов РСФСР из 865 участвовавших в голосовании.
25 декабря 1991 года по решению Верховного Совета РСФСР законодательно утверждается новое наименование государства — Российская Федерация (Россия). В 19 часов 45 минут над Московским Кремлём вместо флага СССР поднят флаг России.
21 апреля 1992 года шестой Съезд народных депутатов Российской Федерации принял закон «Об изменениях и дополнениях Конституции (Основного Закона) РСФСР», согласно которому внесены изменения в Конституцию РСФСР: во всех её статьях, где упоминалось название республики, в том числе и в 181-й статье, описывающей Государственный флаг, оно было заменено на название «Российская Федерация». Отныне флаг России в действовавшей на то время Конституции официально стал именоваться Государственным флагом Российской Федерации. Поправки вступили в силу 16 мая 1992 года с момента опубликования.
Параллельно продолжалась работа над новой Конституцией Российской Федерации. Среди прочих поправок в Конституционную комиссию поступили предложения об уточнении описания Государственного флага России. Так, Министерство иностранных дел России предложило изменить соотношение сторон флага с 1:2 на 2:3, «как это было до революции», а Комиссия Совета Республики Верховного Совета России по культуре — поменять слова «лазоревый» и «алый» в описании цветов двух нижних полос флага на «синий» и «красный», поскольку установленное Постановлением Верховного Совета РСФСР от 22 августа 1991 года № 1627/I-I и Законом РСФСР от 1 ноября 1991 года № 1827-I описание цветов флага — белый, лазоревый, алый — не соответствовало существовавшему в Российской империи (в законодательных актах Российской империи цветами флага назывались белый, синий и красный).
Оба предложения были учтены: на шестом Съезде народные депутаты рассмотрели разработанный Конституционной комиссией и Верховным Советом России проект новой Конституции Российской Федерации (проект от 4 апреля 1992 года) и приняли постановление «О проекте Конституции Российской Федерации и порядке дальнейшей работы над ним». В данном проекте Конституции в статье 133 предлагалось установить следующее описание Государственного флага:

Статья 133

(1) Государственным флагом РФ является прямоугольное полотнище из трёх равновеликих горизонтальных полос: верхней — белого цвета, средней — синего цвета и нижней — красного цвета. Отношение ширины флага к его длине — 2:3.
— 
В последнем варианте проекта Конституции России (август 1993 года), разработанном Конституционной комиссией, подтверждалось описание бело-сине-красного Государственного флага из проекта Конституции от 4 апреля 1992 года, в то время как в проектах, представленных президентом России (проект от 29 апреля 1993 года и проект Конституционного совещания от 12 июля 1993 года), положенных в основу ныне действующей Конституции, предусматривалось установление государственных символов Российской Федерации (флага, герба, гимна) федеральными конституционными законами.
Накануне принятия новой Конституции, определившей современное государственное устройство России, 11 декабря 1993 года президент России Б. Н. Ельцин подписал указ № 2126 «О Государственном флаге Российской Федерации», которым было утверждено Положение о Государственном флаге Российской Федерации и признано утратившим силу Положение о Государственном флаге РСФСР от 1955 года. В статье 1 Положения давалось следующее описание Государственного флага Российской Федерации:

1. Государственный флаг Российской Федерации представляет собой прямоугольное полотнище из трёх равновеликих горизонтальных полос: верхней — белого, средней — синего и нижней — красного цвета. Отношение ширины флага к его длине — 2:3.
— 
При этом оттенки цветов государственного флага не были установлены.
1 января 1999 года введён ГОСТ Р 51130-98 «Флаг Государственный Российской Федерации. Общие технические условия».
Описание Государственного флага Российской Федерации, содержавшееся в Положении 1993 года, без изменений повторено в статье 1 Федерального конституционного закона от 25 декабря 2000 года № 1-ФКЗ «О Государственном флаге Российской Федерации», вступившего в силу 27 декабря 2000 года.

### Штандарт президента России
Указом президента России Б. Н. Ельцина от 15 февраля 1994 года № 319 «О штандарте (флаге) Президента Российской Федерации» был введён специальный флаг — Штандарт Президента Российской Федерации. Его цвета повторяют расцветку государственного флага России; отличие заключается в отношении ширины флага к его длине — 1:1 — и в расположенном по центру штандарта изображении Государственного герба Российской Федерации без геральдического щита.
Оригинал штандарта является одним из официальных символов президента России. Полотнище штандарта окаймлено золотой бахромой, а на древке крепится серебряная скоба с выгравированными фамилией, именем и отчеством президента Российской Федерации и датами его пребывания на этом посту (древко увенчано металлическим навершием в виде копья).

## Использование флага России
После принятия Федерального конституционного закона «О Государственном флаге Российской Федерации» в соответствии с его первоначальными редакциями использование флага России было жёстко регламентировано. Этот флаг могли использовать только:
- органы государственной власти Российской Федерации;
- дипломатические и прочие официальные представительства России за рубежом;
- морские и речные суда, включённые в один из реестров судов России, а также военные корабли и суда.

Особенностью данного закона являлось то, что использование Государственного флага Российской Федерации частными лицами допускалось, например, лишь во время отдания воинских почестей покойному и в других специально оговорённых случаях. Нарушение установленных этим федеральным конституционным законом правил являлось административным проступком согласно статье 17.10 Кодекса об административных правонарушениях «Незаконные действия по отношению к государственным символам Российской Федерации» (до изменения формулировки статьи 8 ноября 2008 года) и влекло за собой юридическую ответственность.
Осенью 2008 года указанное противоречие было устранено: Государственная дума поддержала законопроект, разрешающий любое уважительное использование Государственного флага Российской Федерации негосударственными организациями и частными лицами. В закон «О Государственном флаге Российской Федерации» включили положение о том, что:

Допускается использование Государственного флага Российской Федерации, в том числе его изображения, гражданами, общественными объединениями, предприятиями, учреждениями и организациями в иных случаях, если такое использование не является надругательством над Государственным флагом Российской Федерации.

Флаг может вывешиваться на мачте (флагштоке), древке или без древка. При вертикальном расположении полотнища белая полоса должна располагаться слева.
Ответственность за ненадлежащее использование государственного флага России определена статьёй 17.10 Кодекса об административных правонарушениях «Нарушение порядка официального использования государственных символов Российской Федерации», предусматривающей наложение штрафа.

### Расположение флага России при совместном использовании с другими флагами
Согласно закону «О Государственном флаге Российской Федерации», при его одновременном подъёме (размещении) совместно с другими флагами Государственный флаг Российской Федерации должен располагаться следующим образом:
1. При наличии двух флагов — слева от другого флага, если стоять к ним лицом;
2. При нечётном числе флагов — в центре;
3. При чётном числе флагов (более двух) — левее центра (с точки зрения стоящего лицом к флагам).

### Ответственность за надругательство над государственным флагом России
Надругательство над Государственным флагом Российской Федерации является преступлением. Надругательство может выражаться в совершении лицами, достигшими 16 лет, самых разнообразных активных публичных действий, свидетельствующих о неуважительном отношении к флагу, например, в его уничтожении, повреждении, нанесении циничных рисунков или надписей.
Согласно статье 329 Уголовного кодекса России «Надругательство над Государственным гербом Российской Федерации или Государственным флагом Российской Федерации», оно карается ограничением свободы на срок до одного года либо принудительными работами на срок до одного года, либо арестом на срок от трёх до шести месяцев, либо лишением свободы на срок до одного года. На практике распространённым является условное наказание.

### День Государственного флага Российской Федерации
День Государственного флага Российской Федерации отмечается ежегодно 22 августа. Он был установлен в августе 1994 года указом президента России Бориса Ельцина (в тексте указа говорилось, что праздник устанавливается «в связи с восстановлением 22 августа 1991 г. исторического российского трёхцветного государственного флага»).

### Самые большие флаги России
7 июля 2013 года во Владивостоке почти 30 тысяч горожан выстроились на мосту через бухту Золотой Рог с красными, синими и белыми флажками в руках, и создали 707-метровый флаг России. Данное событие попало в книгу рекордов Гиннесса как самый большой «живой» флаг в мире.
22 августа 2020 года в честь Дня российского флага парашютисты развернули в небе над Подмосковьем российский флаг размером с футбольное поле — его площадь составила 5000 м². Приглашённые эксперты книги «Гиннесс. Мировые рекорды» зафиксировали рекорд, но отказались официально его регистрировать из-за санкций в отношении России.
17 июня 2023 года в Санкт-Петербурге на берегу Финского залива, в парке, посвящённом 300-летию города, на самых высоких в Европе флагштоках (179,5 м) торжественно подняли исторические флаги Российской империи (чёрно-жёлто-белый флаг), СССР и Государственный флаг Российской Федерации. Полотнище каждого флага имеет размеры 40x60 метров и весит около 500 кг. Церемония была посвящена 330-летию бело-сине-красного флага Петра I, 165-летию чёрно-жёлто-белого флага, учреждённого Александром II, и 100-летию флага СССР.

### Приднестровская Молдавская Республика
В непризнанной Приднестровской Молдавской Республике с 2017 года российский флаг используется наравне с её государственным флагом.

## Значение цветов флага
Цветам российского флага приписывается ряд символических значений, однако официального толкования цветов Государственного флага Российской Федерации не существует. При этом одна из популярных трактовок цветов флага заключается в следующем:
- белый цвет символизирует благородство и откровенность;
- синий цвет — верность, честность, безупречность и целомудрие;
- красный цвет — мужество, смелость, великодушие и любовь[257].

Другим распространённым толкованием стало соотнесение цветов флага с историческими частями Российского государства: Белой (белый цвет), Малой (синий цвет) и Великой Русью (красный цвет). Это объяснение происходило из титула русских царей: «Всея Великия и Малыя и Белыя России Самодержец». Также выдвигалась версия, объясняющая цвета российского флага исходя из сочетания белого, синего и красного цветов на Московском гербе, который представляет собой красный геральдический щит со святым Георгием в синей (лазуревой) мантии на белом коне. Хотя, как отмечают исследователи, указанная расцветка Московского герба сформировалась только в XVIII веке, то есть уже после появления бело-сине-красного флага.
Кроме того, до 1917 года существовала и такая интерпретация значений упомянутых цветов флага России:
- белый цвет — символ свободы и независимости;
- синий — цвет Богородицы;
- красный цвет — символизирует державность[259].

С точки зрения геральдистов подобные трактовки носят необязательный, поэтико-лирический характер. По мнению историка Г. В. Вилинбахова, каждое из толкований символики цветов российского флага имеет право на своё существование. При этом он отмечал, что в официальных документах эпохи Петра I и более позднего времени не было никакого объяснения цветов бело-сине-красного флага.

## Панславянские цвета
В 1848 году участники Славянского съезда в Праге приняли решение, что они возьмут за основу для флагов своих освободительных движений цвета российского бело-сине-красного флага. С использованием сочетания этих трёх цветов были созданы флаги целого ряда славянских государств и народов — словаков (с 1848 года; позднее, в 1938—1945 годах и с 1990 года — Словакии), Словении, Хорватии, Сербии, Черногории (до 2004 года), бывшей Югославии, Болгарии (с заменой синего цвета на зелёный), лужицких сербов и русинов. С учётом российского флага был также разработан флаг Чехословакии (ныне флаг Чехии).
- Государственный флаг Сербии
- Гражданский флаг Сербии
- Флаг Республики Сербской
- Флаг автономной Словакии[англ.] (1938—1939), Словацкой республики (1939—1945), Словацкой республики в составе ЧСФР (1990—1992)
- Флаг Словакии
- Флаг Словении
- Флаг Черногории
(до 2004 года)

В некоторых случаях совпадение цветов флагов с панславянскими не является намеренным и никак не связано с государственным флагом России (как, например, флаг Азании).

## Комментарии
1. ↑  Первый номер присвоен официальному государственному флагу Российской Федерации 1991—1993 годов.
2. ↑  В постановлении Верховного Совета РСФСР от 22 августа 1991 года назван Национальным флагом Российской Федерации, однако в правительственной телеграмме от 25 августа 1991 года он именуется Государственным флагом РСФСР (законодательно этот статус закреплён с 1 ноября 1991 года, с 16 мая 1992 года — Государственный флаг Российской Федерации).
3. ↑  Мог использоваться до 1 января 1995 года.
4. ↑  Распорядителем работ по постройке корабля «Орёл» и других судов был московский дворянин Я. Л. Полуектов (подробнее см. 
Соловьёв С. М. История России с древнейших времён. В 29 томах. Книга третья. Т. XI—XV. — СПб.: Товарищество «Общественная польза», 1851—1879. — Т. XII. — С. 561—564).
5. ↑  По другим источникам, капитан корабля Бутлер обратился к Боярской думе с просьбой «…испросить у Его Царского Величества повеление: какой, как тому есть обычай у других государств, поднять на корабле флаг». На эту просьбу Дворцовый приказ ответил, что в практике такого обстоятельства не случалось, а царь приказал спросить Бутлера «какой есть на то обычай в его стране».
6. ↑  В некоторых источниках данная гравюра фигурирует под названиями «Взятие крепости Азов. 1696 год» и «Взятие Азова».
7. ↑  Ян Стрюйс (Стрёйс) был парусным мастером на «Орле».
8. ↑  П. И. Белавенец, привёзший из Архангельска в Санкт-Петербург этот петровский флаг, описал его так: «Флаг сделан из особой флажной материи („флагдуха“), из которой делаются все флаги и сейчас. Полотнище его, представляющее квадрат по 6 аршин в стороне, имеет три горизонтальных полосы: верхняя — белая, средняя — синяя и нижняя — красная. Полосы равной ширины. На флаге вшит из той же материи, захватывая все три полосы, жёлтый орёл. У него на груди масляною краской нарисован красный щит с изображением св. Георгия Победоносца. Св. Георгий, белый, на белом коне, колет золотым копьём зелёного змия, поворот фигуры „церковный“, т. е. в правую сторону щита» (в геральдике эта сторона щита традиционно считается левой).
9. ↑  При этом на титульном листе книги стоит дата «1695», но подобное несовпадение дат — обычное явление в книгопечатании того времени.
10. ↑  Извлечение из указанной книги с описанием разных российских флагов:

Флаг русский или Царя московского, № 1. Жёлтый, изображает мифического орла, являющегося символом Русского Царства. Двуглавый орёл несёт три короны, одну императорскую и две царские, и серебряный нагрудник со Св. Георгием, и мифическим драконом; двумя головами и ногами он держит четыре морские карты: карта, которая находится у правой головы представляет Белое море; слева — Каспийское море; та, что держится правой ногой, представляет собой Азовское море; та, что находится под левой — Ботнический залив.

Первый флаг русский, № 2. Белый, на нём изображён крест Андрея Первозванного в знак того, что русское царство приняло Святое Крещение и находится под покровительством этого Апостола.

Второй русский флаг, № 3. Синий с серебряной четвертью и лазурным крестом Андрея Первозванного.

Третий русский флаг, № 4. Красный с серебряной четвертью и лазурным крестом Андрея Первозванного.

Праздничный русский, № 5. Красный с лазурным крестом Андрея Первозванного, окаймлённый белым.

Флаг русский для галер, № 6. Изображает то же, что указано выше; за исключением того, что он не квадратный, а разделён на части, как показано на флаге № 4, который здесь представлен.

Флаг русский для торговых судов, № 7. У него три полосы: одна белая, другая лазурная и третья красная.

Флаг русского Адмиралтейства или адмирала, № 8. Белый, изображается с четырьмя лазурными якорями в форме креста Андрея Первозванного, символизирует четыре моря, упомянутые выше.

Бандероль[англ.] или русский вымпел, № 9. Состоит из трёх полос: белой, лазурной и красной; остриё рассекается, четверть серебряная с изображением лазурного креста Андрея Первозванного.
11. ↑  По другим данным, изображения флагов с Андреевским крестом в крыже известны только с 1703 года [см. Оленин Р. М., Карманов В. В. От первого корабля до первого Устава. История морских флагов России (1669—1725 гг.). — СПб.: Шатон, 2006. — С. 95].
12. ↑  По другим сведениям, первый известный случай подъёма гюйса отмечен в 1710 году на кораблях эскадры, которой командовал сам царь Пётр I [см. Оленин Р. М., Карманов В. В. От первого корабля до первого Устава. История морских флагов России (1669—1725 гг.). — СПб.: Шатон, 2006. — С. 132]
13. ↑  Предполагается, что изначально на этом флаге было лишь три карты. Однако в 1703 году, после занятия русской армией побережья Финского залива близ устья Невы, добавилась и четвёртая карта — карта части Балтийского моря. Считается, что по этому поводу Пётр I отметил: «Слава Богу за исправление нашего штандарта во образ святого Андрея… В тот образ четвёртое море присовокуплено» (см. Соболева Н. А. Российская государственная символика: история и современность. — М.: Гуманит. изд. центр «ВЛАДОС», 2003).
14. ↑  Из текста данного узаконения: «В драгунских же и пехотных полках шляпы иметь с белыми шерстяными галунами без шнура, а вместо того шнура, нашивать на левой стороне белый шерстяной же бант, ибо оной Российской полевой знак…». При этом белый бант впервые появился при Петре I на шляпах почётного отряда кавалергардов во время коронации его супруги императрицы Екатерины Алексеевны в 1724 году.
15. ↑  Из текста данного узаконения: «шарфы сделать такие, как поныне у Инфантерских Офицеров имеются, или из двух цветов, а именно: Штаб-Офицерам красного цвета с серебром, а Обер-Офицерам красного и белого шелков, или по Российскому гербу Штаб-Офицерам из чёрного шёлку с золотом, а Обер-Офицерам из чёрного и жёлтого шёлку…».
16. ↑  Из текста главы IV «Об Офицерской одежде» части 10 Воинского устава о полевой пехотной службе: «шляпы носить отороченные узким золотым плетешком, бант из чёрных и оранжевых лент…»
17. ↑  В 1915 году П. И. Белавенец сообщил, что большинство участников Особого совещания было за использование гербовых цветов (чёрного, жёлтого, белого) в национальном флаге. Однако порядок их расположения предлагалось сделать обратным по сравнению с расположением цветов «гербового народного флага» времён Александра II: члены Совещания остановились на бело-жёлто-чёрном флаге. При этом сам Белавенец и ряд присоединившихся к нему членов Совещания категорически настаивали на бело-сине-красном флаге. В итоге вынесенное заключение Особого совещания так и «не удостоилось высочайшего окончательного решения». (см. Соболева Н. А. Российский триколор: мифы и историческая реальность // Вопросы истории. 2013. № 11)
18. ↑  Особое совещание проработало до 9 (22) мая 1912 года, никаких практических последствий, кроме образования новой комиссии при Морском министерстве, его выводы не имели, а бело-сине-красный флаг продолжал использоваться в качестве национального.
19. ↑  Законопроект 97700653-2 «О Государственном флаге Российской Федерации», внесённый депутатом от КПРФ О. А. Шенкарёвым 11 февраля 1997 года, предусматривал, что «Государственный флаг Российской Федерации представляет собой прямоугольное полотнище красного цвета. В левом верхнем углу красного полотнища изображены золотые серп и молот. Отношение ширины флага к его длине — 1:2».
20. ↑  Не путать с одноимённой государственной комиссией, избранной в июне 1990 года I Съездом народных депутатов РСФСР.
21. ↑  Проект Конституции (Основного Закона) Российской Федерации, основные положения которой одобрены шестым Съездом народных депутатов Российской Федерации и Конституционной комиссией Российской Федерации (по состоянию на август 1993 года). Статья 128, часть (1):
 «Государственным флагом РФ является прямоугольное полотнище из трёх равновеликих горизонтальных полос: верхней — белого цвета, средней — синего цвета и нижней — красного цвета. Отношение ширины флага к его длине — 2:3».
22. ↑  В данном случае допустимы некоторые колебания, отвечающие тем условиям, в которых флаг будет использоваться. Например, если флаг находится в тёмном помещении, возможно сделать цвета более яркими и насыщенными (разъяснение Геральдического совета при Президенте Российской Федерации).
23. ↑  Фактически с 1994 года и по настоящее время использовались различные образцы штандартов президента, на которых изображение государственного герба отличалось от изображений, помещённых как в указе президента России от 30 ноября 1993 года № 2050 «О Государственном гербе Российской Федерации» и в более позднем федеральном конституционном законе о государственном гербе, так и собственно в указе президента России от 15 февраля 1994 года № 319 «О штандарте (флаге) Президента Российской Федерации».

Источники
1. 1 2 3 4  О Государственном флаге Российской Федерации. Архивировано 29 августа 2018 года. : Указ Президента Российской Федерации от 11.12.1993 № 2126 // Собрание актов Президента и Правительства Российской Федерации. 1993. № 51. Ст. 4928.
2. 1 2 3  Постановление Верховного Совета РСФСР от 22 августа 1991 г. № 1627/I-I «Об официальном признании и использовании Национального флага РСФСР»
3. 1 2 3 4 5 6 7  ГОСУДА́РСТВЕННЫЙ ФЛАГ : [арх. 15 июня 2022] // Гермафродит — Григорьев. — М. : Большая российская энциклопедия, 2007. — С. 540—542. — (Большая российская энциклопедия : [в 35 т.] / гл. ред. Ю. С. Осипов ; 2004—2017, т. 7). — ISBN 978-5-85270-337-8.
4. 1 2 3 4  
О Государственном флаге Российской Федерации : Федеральный конституционный закон от 25.12.2000 № 1-ФКЗ (ред. от 12.03.2014) // Собрание законодательства Российской Федерации, 2000, № 52, ст. 5020; 2002, № 28, ст. 2781; 2782; 2003, № 27 (ч. I), ст. 2697; 2005, № 10, ст. 753; 2008, № 45, ст. 5138; 2010, № 30, ст. 3985; 2011, № 1, ст. 1; 2013, № 51, ст. 6671; 2014, № 11, ст. 1088.
5. ↑  Вступил в силу ГОСТ на Государственный флаг РФ. — Роскачество. roskachestvo.gov.ru. Дата обращения: 18 апреля 2025.
6. ↑  ГОСТ Р 51130-2023. Национальные стандарты. protect.gost.ru. Дата обращения: 18 апреля 2025.
7. ↑  Service Hydrographique et Oceanographique de la Marine. Альбом национальных флагов = Album des pavillons : pavillons et marques distinctives. — Edition 2000 - Correction n°5 - 2010. — Marselle, France: Librairie Maritime Outremer, 2010. Архивировано 21 апреля 2012 года.
8. ↑  Сингаевский В. Н. Военно-государственные символы России. — М.: АСТ; СПб.: Полигон, 2008. — С. 74—88. — ISBN 978-5-17-046520-0; ISBN 978-5-89173-357-2
9. ↑  ЗНА́МЯ : [арх. 11 апреля 2022] // Железное дерево — Излучение. — М. : Большая российская энциклопедия, 2008. — С. 518—519. — (Большая российская энциклопедия : [в 35 т.] / гл. ред. Ю. С. Осипов ; 2004—2017, т. 10). — ISBN 978-5-85270-341-5.
10. 1 2 3 4 5 6 7  Вилинбахов Г. Флаги России // Журнал «Наука и жизнь». — 1990. — № 12. — С. 88—91.
11. 1 2 3 4 5 6 7 8 9 10 11 12 13 14 15 16 17 18 19  Г. В. Вилинбахов. Государственная геральдика в России: Теория и практика. — Санкт-Петербург, 2003. Архивировано 16 марта 2022 года.
12. 1 2 3 4  Раскин Д. Русский флаг // Родина. — 1990. — № 3. — С. 41—45. Архивировано 4 сентября 2012 года.
13. 1 2  Высочайше учреждённое при Министерстве Юстиции Особое Совещание для выяснения вопроса о русских государственных национальных цветах. — Материалы. — V. Книга о флагах. Сочинение Карла Алярда. Изданная в Амстердаме в 1705 г. и в Москве в 1709 г. — СПб.: Сенатская типография, 1911. — C. XXXI
14. 1 2 3 4 5  Соболева Н. А. Очерки истории российской символики: От тамги до символов государственного суверенитета. — М.: Языки славянских культур; Знак, 2006. — С. 300—314. — 488 с. — ISBN 5-9551-0150-0.
15. ↑  Великий стяг Ивана Грозного (прорисовка). www.vexillographia.ru. Дата обращения: 7 мая 2022. Архивировано 7 мая 2022 года.
16. 1 2 3 4 5 6 7 8 9 10 11 12 13 14  Пчелов Е. В. Флаг корабля «Орёл» в контексте формирования российской государственной символики // Журнал “История и архивы”. — 2021. — № 3. — С. 12—21.
17. ↑  Соболева, Артамонов, 1993, с. 107.
18. ↑  Военные знамёна Руси до петровских реформ. www.vexillographia.ru. Дата обращения: 12 мая 2022. Архивировано 17 сентября 2018 года.
19. 1 2 3 4 5 6  Сингаевский В. Н. Военно-государственные символы России. — М.: АСТ; СПб.: Полигон, 2008. — С. 37—47. — ISBN 978-5-17-046520-0; ISBN 978-5-89173-357-2
20. 1 2 3 4 5 6 7 8 9 10  Реющий символ России. Дата обращения: 8 апреля 2022. Архивировано 16 января 2021 года.
21. ↑  Адам Олеарий. Описание путешествия в Московию. Введение. Архивировано 4 августа 2007 года.. — М.: Русич, 2003.
22. ↑  «ОРЁЛ» : [арх. 24 декабря 2021] / С. Л. Ташлыков // Океанариум — Оясио. — М. : Большая российская энциклопедия, 2014. — С. 380. — (Большая российская энциклопедия : [в 35 т.] / гл. ред. Ю. С. Осипов ; 2004—2017, т. 24). — ISBN 978-5-85270-361-3.
23. 1 2  Дополнения к Актам Историческим, собранные и изданные Археографической Комиссией. Том пятый. — С. 218—220. runivers.ru. Дата обращения: 21 апреля 2022. Архивировано 21 апреля 2022 года.
24. 1 2  Иванов К. А. Флаги государств мира. — М.: Транспорт, 1971. — С. 38
25. ↑  Дыгало, 1993, с. 113.
26. ↑  Успенский А.И. Писание о зачинании знак и знамен или прапоров по рукописи XVII века. — 1904. — 27 с.
27. ↑  Соболева Н. А. Очерки истории российской символики: От тамги до символов государственного суверенитета. — М.: Языки славянских культур; Знак, 2006. — С. 284. — 488 с. — ISBN 5-9551-0150-0.
28. ↑  Семенович Н. Н. История русского военно-морского флага. — Глава I. Исследования, посвящённые вопросу происхождения русского военно-морского флага. flot.com. Дата обращения: 17 апреля 2022. Архивировано 17 апреля 2022 года.
29. ↑  Басов А. Н. История военно-морских флагов. — М.: АСТ; СПб.: Полигон, 2004. — С. 42. — ISBN 5-17-022747-7
30. ↑  № 47. Перечень дела о строении в селе Дединове корабля Орла и других мореходных судов, и об отправлении их в Астрахань // Дополнения к Актам Историческим, собранные и изданные Археографической Комиссией. — СПб., 1853. — Т. V. — С. 253.
31. 1 2 3 4  Белавенец П. И. Цвета Русского Государственного национального флага: Записка Члена Особого Совещ., Кап.-Лейт. П. И. Белавенец / Выс. учрежд. при М-ве юст. Особое совещ. для выяснения вопроса о рус. гос. нац. цветах. — СПб., 1910. Архивировано 7 апреля 2022 года.
32. ↑  № 47. Перечень дела о строении в селе Дединове корабля Орла и других мореходных судов, и об отправлении их в Астрахань // Дополнения к Актам Историческим, собранные и изданные Археографической Комиссией. — СПб., 1853. — Т. V. — С. 274.
33. ↑  Иванов К. А. Флаги государств мира. — М.: Транспорт, 1971. — С. 38—39
34. 1 2  Стрейс, Ян Янсен. Три путешествия (Архивная копия от 2 июня 2013 на Wayback Machine) / Пер. Э. Бородиной; ред. А. Морозова. — М., 1935. Гравюра из французского издания 1681 года.
35. 1 2  Н. П. ИнфоРост. ГПИБ. T. 1. — 1727. elib.shpl.ru. Дата обращения: 20 апреля 2022.
36. ↑  Усачёв А. А. Российские морские флаги. — Вымпел, № 24. — М., декабрь 1971. — С. 36
37. 1 2 3 4 5 6 7  Семенович Н. Н. История русского военно-морского флага. — Глава II. Возникновение русского военно-морского флага в 1668 г. и эволюция рисунка за период времени 1668—1917 гг. flot.com. Дата обращения: 17 апреля 2022. Архивировано 18 апреля 2022 года.
38. 1 2  Оленин Р. М., Карманов В. В., Шишкова Н. В. К вопросу о зарождении и развитии морских флажных систем России. 1667—1725. Архивировано 6 сентября 2013 года. // Материалы конференции «20 лет восстановления Геральдической службы России». — СПб., 2002.
39. ↑  Оленин Р. М., Карманов В. В. От первого корабля до первого Устава. История морских флагов России (1669—1725 гг.). — СПб.: Шатон, 2006. — С. 54
40. ↑  Басов А. Н. История военно-морских флагов. — М.: АСТ; СПб.: Полигон, 2004. — C. 43—45. — ISBN 5-17-022747-7
41. 1 2 3 4 5 6 7  Басов А. Н. Несколько замечаний по поводу новой гипотезы. Дата обращения: 12 февраля 2012. Архивировано из оригинала 8 декабря 2015 года.
42. ↑  Веселаго Ф. Ф. Очерк русской морской истории. Часть I. — СПб.: Тип. Демакова, 1875. — С. 547—548
43. ↑  Стрюйс, Иван Иванович // Энциклопедический словарь Брокгауза и Ефрона : в 86 т. (82 т. и 4 доп.). — СПб., 1890—1907.
44. ↑  О книге «Весьма любопытные и славные путешествия в Московию, Тартарию и Персию господина Адама Олеария…», изданной Питером ван дер Аа в 1719 году (в 1727 году вышло ещё одно издание этой книги с теми же иллюстрациями). www.rusbibliophile.ru. Дата обращения: 20 апреля 2022.
45. ↑  Соболева Н. А. Очерки истории российской символики: От тамги до символов государственного суверенитета. — М.: Языки славянских культур; Знак, 2006. — С. 312. — 488 с. — ISBN 5-9551-0150-0.
46. ↑  Белавенец П. И. Материалы по истории русского флота. — М. — Л., 1940. — С. 7
47. ↑  Белавенец П. И. Флаг Царя Московского, хранившийся в кафедральном соборе города Архангельска с 1693 года // Бюллетень Управления геральдики Государственной архивной службы Российской Федерации. Вып. № 1, октябрь 1993 г. — С. 3
48. ↑  Белинский В. Е. Русский национальный флаг и его реформа. — СПб., 1911. — С. 15. runivers.ru. Дата обращения: 12 апреля 2022. Архивировано 12 апреля 2022 года.
49. ↑  Центральный военно-морской музей. Список экспонатов музея. Флаг царя Московского. Архивировано 6 июня 2011 года.
50. 1 2 3 4  Миланов В., Семенович Н. Пленённое знамя Петра I // Наука и жизнь, № 7, 2000. — C. 44—45. Дата обращения: 24 января 2010. Архивировано из оригинала 3 марта 2010 года.
51. 1 2 3  Отечественные флаговеды. www.vexillographia.ru. Дата обращения: 15 апреля 2022. Архивировано 26 мая 2022 года.
52. ↑  Белавенец П. И. Артиллерийский исторический музей. Знамённый отдел. — Л., 1927, цит. по: Басов А. Н. История военно-морских флагов. — М.: АСТ, СПб.: Полигон, 2004. — С. 44. — ISBN 5-17-022747-7
53. ↑  Соболева Н. А. Очерки истории российской символики: От тамги до символов государственного суверенитета. — М.: Языки славянских культур; Знак, 2006. — С. 322—323. — 488 с. — ISBN 5-9551-0150-0.
54. 1 2  Поссельт М. Ф. Адмирал русского флота Франц Яковлевич Лефорт или начало русского флота : (Приложение к Морскому сборнику № 3, 1863 г.) — СПб.: Тип. Морского министерства, 1863. — С. 35
55. ↑  Елагин С. Наши флаги // Морской сборник, т. LXVIII, 1863, № 10. — С. 229
56. 1 2 3 4 5 6 7  Флаги военного флота Российской империи (часть 1). www.vexillographia.ru. Дата обращения: 26 апреля 2022. Архивировано 1 апреля 2019 года.
57. ↑  Басов А. Н. История военно-морских флагов. — М.: АСТ, СПб.: Полигон, 2004. — С. 46. — ISBN 5-17-022747-7
58. ↑  «ВЕЛИ́КОЕ ПОСО́ЛЬСТВО» 1697-98 : [арх. 15 июня 2022] / А. Г. Гуськов // Великий князь — Восходящий узел орбиты. — М. : Большая российская энциклопедия, 2006. — С. 59—60. — (Большая российская энциклопедия : [в 35 т.] / гл. ред. Ю. С. Осипов ; 2004—2017, т. 5). — ISBN 5-85270-334-6.
59. ↑  Устрялов Н. Г. История царствования Петра Великого. — Т. 3. — СПб., 1858. — С. 9
60. ↑  Корнаков П. К. Вексиллологическая терминология // Геральдика. Материалы и исследования. — Л.: 1983, цит. по: Басов А. Н. История военно-морских флагов. — М.: АСТ, СПб.: Полигон, 2004. — С. 47. — ISBN 5-17-022747-7
61. ↑  МАРИ́НА : [арх. 23 апреля 2022] / А. М. Муратов // Маниковский — Меотида. — М. : Большая российская энциклопедия, 2012. — С. 128—129. — (Большая российская энциклопедия : [в 35 т.] / гл. ред. Ю. С. Осипов ; 2004—2017, т. 19). — ISBN 978-5-85270-353-8.
62. ↑  Uiterst links een jacht met de Russische vlag en tsaar Peter de Grote aan boord, gekleed in het rood (Слева — яхта под флагом России с царём Петром I на борту, одетым в красное). Het Spiegelgevecht op het IJ ter ere van het Moskovisch gezantschap (1 september 1697), 1697—1700 Архивировано 1 марта 2014 года.
63. ↑  Устрялов Н. Г. История царствования Петра Великого. — Т. 3. — СПб., 1858. — С. 71
64. ↑  Het Spiegelgevecht op het IJ ter ere van het Moskovisch gezantschap (1 september 1697), 1697—1700. Дата обращения: 1 марта 2014. Архивировано из оригинала 1 марта 2014 года.
65. ↑  Nieuwe Hollandse scheeps-bouw,  Amsteldam: C. Allard, 1695. Архив Интернета, Королевская национальная библиотека Нидерландов.
66. ↑  Матеріалы ѵ Книга о флагахъ. Сочиненіе Карла Алярда. Изданная въ Амстердамѣ въ 1705 г. и въ Москвѣ въ 1709 г. — С.-Петербургъ, Сенатская типографія, 1911. — С. 52—54
67. ↑  На строительство Кроншлота, 1704. Государственный музей изобразительных искусств имени А. С. Пушкина, Отдел нумизматики. Дата обращения: 31 марта 2019. Архивировано 18 октября 2021 года.
68. ↑  КРОНШТАДТ • Большая российская энциклопедия - электронная версия. old.bigenc.ru. Дата обращения: 14 апреля 2022. Архивировано 14 апреля 2022 года.
69. ↑  Медальная серия на события Северной войны Ф. Мюллера. medalirus.ru. Дата обращения: 25 апреля 2022. Архивировано 6 октября 2021 года.
70. 1 2  Белавенец П. И. Краткая записка о старых русских знамёнах. — СПб., 1911. — С. 25—33
71. 1 2 3 4  АНДРЕ́ЕВСКИЙ ФЛАГ : [арх. 24 июня 2021] // А — Анкетирование. — М. : Большая российская энциклопедия, 2005. — С. 728. — (Большая российская энциклопедия : [в 35 т.] / гл. ред. Ю. С. Осипов ; 2004—2017, т. 1). — ISBN 5-85270-329-X.
72. ↑  Устрялов Н. Г. Карты, планы и снимки к четвёртому тому «Истории царствования Петра Великого». — СПб., 1863. — С. 15—16; приложение № 14. runivers.ru. Дата обращения: 26 апреля 2022. Архивировано 27 марта 2018 года.
73. 1 2 3 4 5 6 7 8 9 10 11 12 13 14  Соболева Н. А. Историческое прошлое российского триколора: факты и мифы // «Военно-исторический журнал». — 2014. — № 8. — С. 53—60.
74. ↑  Веселаго Ф. Ф. Очерк русской морской истории. Часть I. — СПб.: Тип. Демакова, 1875. — С. 549
75. ↑  Елагин С. И. История русского флота. Период Азовский. Приложения. Ч. 1. — СПб., 1864. — С. 428—429
76. ↑  Древности Российского государства. Дополнение к III отделению: Русские старинные знамёна / Составил Л. Яковлев. — М., 1865. runivers.ru. Дата обращения: 18 апреля 2022. Архивировано 4 ноября 2021 года.
77. ↑  Яковлев Л. Древности Российского государства. Дополнение к III отделению: Русские старинные знамёна. — М., 1865. — С. 110.
78. ↑  Беспалов А. В. Северная война. Карл XII и шведская армия. Путь от Копенгагена до Переволочной. 1700—1709. — М.: Рейтар, 1998. — С. 42
79. ↑  Николаас Витсен. Искусство постройки судов и совершенствования их конструкции. Архивировано 2 апреля 2022 года., 1719 год
80. 1 2 3 4 5  Флаги Российской империи. www.vexillographia.ru. Дата обращения: 14 апреля 2022. Архивировано 16 апреля 2022 года.
81. 1 2 3  Елагин С. Наши флаги // Морской сборник, т. LXVIII, 1863, № 10. — С. 231
82. ↑  Веселаго Ф. Ф. Очерк русской морской истории. Часть I. — СПб.: Тип. Демакова, 1875. — С. 551
83. ↑  Scherer H. Allgemeine Geschichte des Welthandels. Bd. 2. Архивировано 4 марта 2016 года. — Leipzig: Schultze, 1853.
84. ↑  Hulme F. E. The Flags of the World: their history, blazonry and associations. — London: Frederick Warne & Co, 1890. — P. 104
85. ↑  Полное собрание законов Российской империи. Т. 4. — СПб., 1830. — С. 285. Дата обращения: 25 января 2010. Архивировано 14 августа 2011 года.
86. ↑  Соболева Н. А. Российский триколор: мифы и историческая реальность // Вопросы истории. 2013, № 11. — С. 3—13
87. ↑  Киевская таблица флагов (1709 год). www.vexillographia.ru. Дата обращения: 27 апреля 2022. Архивировано 12 ноября 2020 года.
88. ↑  Юст Юль. Записки датского посланника в России при Петре Великом. Цит. по Лавры Полтавы. — М.: Фонд Сергея Дубова, 2001. Архивировано 24 мая 2011 года.
89. ↑  Полное собрание законов Российской империи. Т. 6. — СПб., 1830 год. — С. 18. Дата обращения: 25 января 2010. Архивировано 14 августа 2011 года.
90. ↑  Морской устав. 1885. Архивировано 13 июня 2021 года.
91. ↑  Именный, объявленный Министром Коммерции. — О флаге для Российско-Американской Компании // ПСЗРИ. Собрание 1649—1825 гг. Том 29, узаконение № 22296 от 28 сентября 1806 года. Дата обращения: 30 апреля 2022. Архивировано 30 апреля 2022 года.
92. ↑  Флаг Российской Американской компании (один из вариантов флага). www.vexillographia.ru. Дата обращения: 7 мая 2022. Архивировано 7 мая 2022 года.
93. ↑  Болховитинов Н. История США. — М.: Наука, 1983. — С. 273—274: рисунок флага из указа Александра I
94. 1 2  Ведомственные флаги Российской империи. Российско-Американская компания. www.vexillographia.ru. Дата обращения: 7 мая 2022. Архивировано 5 мая 2012 года.
95. ↑  Сингаевский В. Н. Военно-государственные символы России. — М.: АСТ; СПб.: Полигон, 2008. — С. 134. — ISBN 978-5-17-046520-0; ISBN 978-5-89173-357-2
96. ↑  ВЭ/ВТ/Андреевский флаг — Викитека. ru.wikisource.org. Дата обращения: 18 апреля 2022. Архивировано 28 июня 2021 года.
97. ↑  Раскрашенная гравюра из русского издания книги К. Алярда 1709 года. www.vexillographia.ru. Дата обращения: 30 апреля 2022. Архивировано 25 марта 2019 года.
98. ↑  Оленин Р. М., Карманов В. В. От первого корабля до первого Устава. История морских флагов России (1669—1725 гг.). — СПб.: Шатон, 2006. — С. 144
99. ↑  К 300-летию принятия первого в России Морского устава : Министерство обороны Российской Федерации. Дата обращения: 18 апреля 2022. Архивировано 27 июня 2021 года.
100. ↑  Сингаевский В. Н. Военно-государственные символы России. — М.: АСТ; СПб.: Полигон, 2008. — С. 93. — ISBN 978-5-17-046520-0; ISBN 978-5-89173-357-2
101. 1 2  Токарь Л. Н., Разыграев М. В., 2007.
102. ↑  В 1914 году присвоен правительственным судам всех ведомств с военной командой.
103. ↑  В 1914 году присвоен правительственным судам всех ведомств, если экипаж этих судов не состоит на военной службе.
104. 1 2 3 4  Флаги военного флота Российской империи (часть 1). Гюйс. www.vexillographia.ru. Дата обращения: 29 апреля 2022. Архивировано 1 апреля 2019 года.
105. ↑  Морской устав // ПСЗРИ. Собрание 1649—1825 гг. Том 6, узаконение № 3485 от 13 января 1720 года. Чертежи и рисунки к собранию. nlr.ru. Дата обращения: 29 апреля 2022. Архивировано 27 апреля 2016 года.
106. ↑  Басов А. Н. История военно-морских флагов. — М.: АСТ; СПб.: Полигон, 2004. — С. 58. — ISBN 5-17-022747-7
107. ↑  Флаги флота Российской империи. Генерал-адмирал. www.vexillographia.ru. Дата обращения: 29 апреля 2022. Архивировано 12 марта 2014 года.
108. ↑  Флаги военного флота Российской империи (часть 1). Крепостной флаг. www.vexillographia.ru. Дата обращения: 29 апреля 2022. Архивировано 1 апреля 2019 года.
109. ↑  Крепостной флаг образца 1913 года. www.vexillographia.ru. Дата обращения: 30 апреля 2022. Архивировано 2 апреля 2016 года.
110. 1 2 3  ЭСБЕ/Штандарт Императорский — Викитека. ru.wikisource.org. Дата обращения: 2 мая 2022. Архивировано 2 мая 2022 года.
111. ↑  Елагин С. И. Наши флаги // Морской сборник, т. LXVIII, 1863, № 10. — С. 235, 239
112. ↑  Басов А. Н. История военно-морских флагов. — М.: АСТ, СПб.: Полигон, 2004. — С. 53—54. — ISBN 5-17-022747-7
113. ↑  Веселаго Ф. Ф. Очерк русской морской истории. Т. 1. — СПб.: Б. и., 1875. — С. 552, 559
114. ↑  Штандарт Петра I с линейного корабля «Ингерманланд». Дата обращения: 13 февраля 2012. Архивировано 26 февраля 2012 года.
115. ↑  Historia - Langinkoski (неопр.). Suomen kansallismuseo (6 апреля 2018). Дата обращения: 7 апреля 2022. Архивировано 19 апреля 2022 года.
116. ↑  Голованова М. П. «Потребно иметь быть знамя» (к истории государственного знамени 1742 года) // Верховная власть, элита и общество в России XIV — первой половины XIX вв. (Российская монархия в контексте европейских и азиатских монархий и империй) // Вторая международная научная конференция 24—26 июня 2009 года : Тезисы докладов. Архивировано 12 августа 2014 года.
117. 1 2 3 4  Государственные знамёна Российской империи. www.vexillographia.ru. Дата обращения: 12 апреля 2022. Архивировано 29 апреля 2022 года.
118. ↑  ЭСБЕ/Государственное знамя — Викитека. ru.wikisource.org. Дата обращения: 11 апреля 2022. Архивировано 10 мая 2022 года.
119. ↑  Вельтман А. Ф. Московская оружейная палата. — М., 1860. — С. 227.
120. ↑  Венчание Русских Государей на царство. Начиная с царя Михаила Фёдоровича до Императора Александра III. — СПб.: Издание Германа Гоппе, 1883. — С. 88—89. Дата обращения: 11 апреля 2022. Архивировано 10 мая 2022 года.
121. ↑  А. Левенсон. Дни Священного Коронования. — М., 1896. — С. 156.
122. ↑  Именный, данный Начальнику Главного Морского Штаба. — О флагах, присвояемых Российским Послам при Иностранных Дворах и прочим Дипломатическим Чиновникам // ПСЗРИ. Собрание 1825—1881 гг. Том 8, узаконение № 6147 от 26 апреля 1833 года. Дата обращения: 29 апреля 2022. Архивировано 29 апреля 2022 года.
123. 1 2  Шарапов В. Е. Традиции русской геральдики. Архивировано 23 февраля 2014 года. // Национальные интересы, № 5—6, 2000.
124. 1 2  Высочайше утверждённый рисунок восьми новых флагов (*) — Высочайшее повеление, объявленное Управляющим Морским Министерством (Собр. Узак. 1897 г. Апреля 29, ст. 579) // ПСЗРИ. Собрание 1881—1913 гг. Том 16, узаконение № 13184 от 29 июля 1896 года (см. приложение к узаконению)
125. ↑  Сенатский. — О сделании новой Государственной печати // ПСЗРИ. Собрание 1649—1825 гг. Том 7, узаконение № 4850 от 11 марта 1726 года
126. ↑  О русском государственном цвете // Составил А. Языков. — СПб., 1858. — С. 25—28.
127. ↑  Высочайше утверждённое мнение Сената. — О приуготовлении на полевые, гарнизонные и драгунские полки мундира, и о вычетных на тот мундир деньгах // ПСЗРИ. Собрание 1649—1825 гг. Том 8, узаконение № 5836 от 17 августа 1731 года (см. приложение к данному узаконению)
128. ↑  О русском государственном цвете // Составил А. Языков. — СПб., 1858. — С. 28, 31.
129. 1 2  Кокарда // Военная энциклопедия : [в 18 т.] / под ред. В. Ф. Новицкого … [и др.]. — СПб. ; [М.] : Тип. т-ва И. Д. Сытина, 1911—1915.
130. ↑  Воинский Устав. — О полевой пехотной службе. — Часть десятая. Глава IV. Об Офицерской одежде // ПСЗРИ. Собрание 1649—1825 гг. Том 24, узаконение № 17588 от 29 ноября 1796 года.
131. ↑  Незвецкий Р. Ф. Лейб-гвардия императорской России. — М.: ОЛМА Медиа групп, 2009. — С. 504. — ISBN 978-5-373-02046-6
132. ↑  Высочайше утверждённое Положение о Гражданских мундирах // ПСЗРИ. Собрание 1825—1881 гг. Том 9, узаконение № 6860 от 27 февраля 1834 года, § 21. — С. 170. Дата обращения: 16 января 2014. Архивировано 16 января 2014 года.
133. 1 2  Пчелов Е. В. Создатель герба Российской империи (Барон Б. В. Кёне: штрихи к портрету) // Российский государственный герб: композиция, стилистика и семантика в историческом аспекте. (Библиотека Русской Антропологической Школы, выпуск 1). — М.: РГГУ, 2005. — С. 80—86. Дата обращения: 25 января 2010. Архивировано 7 мая 2012 года.
134. ↑  КЁНЕ : [арх. 6 мая 2021] / Ю. Н. Кружнов // Канцелярия конфискации — Киргизы. — М. : Большая российская энциклопедия, 2009. — С. 560. — (Большая российская энциклопедия : [в 35 т.] / гл. ред. Ю. С. Осипов ; 2004—2017, т. 13). — ISBN 978-5-85270-344-6.
135. ↑  Высочайше утверждённый рисунок гербовых цветов Империи на знамёнах, флагах и других предметах, употребляемых для украшений при торжественных случаях // ПСЗРИ. Собрание 1825—1881 гг. Том 33, узаконение № 33289 от 11 июня 1858 года (см. Описание в приложении к данному узаконению в Полном собрании законов Российской империи). Архивировано 4 марта 2016 года..
136. ↑  Соболева Н. А. Очерки истории российской символики: От тамги до символов государственного суверенитета. — М.: Языки славянских культур; Знак, 2006. — С. 335. — 488 с. — ISBN 5-9551-0150-0.
137. 1 2 3  Высочайше учреждённое при Министерстве Юстиции Особое Совещание для выяснения вопроса о русских государственных национальных цветах. — Материалы. — I. Журналы заседаний Особого Высочайше учреждённого Совещания под председательством Генерал-Адъютанта Посьета для обсуждения вопроса о Российском национальном флаге. — СПб.: Сенатская типография, 1912. — 35 с. — С. 25
138. ↑  Полное собрание законов Российской империи том XXXIX, 1864, № 41551 — С. 464. Дата обращения: 16 января 2014. Архивировано 16 января 2014 года.
139. ↑  Воронец Е. Н. О цветах русского флага / Санкт-Петербургские Ведомости, 1896, № 75.
140. ↑  Иванов К. А. Флаги государств мира. — М.: Транспорт, 1971. — С. 40—41
141. ↑  Подробный очерк истории российского флага на интернет-портале «Российская символика». Дата обращения: 30 августа 2012. Архивировано из оригинала 30 января 2010 года.
142. ↑  Гербы губерний и областей Российской империи. Архивировано 11 января 2022 года.
143. ↑  Высочайшее повеление, объявленное Министром Внутренних Дел (Собр. Узак. 1883 г. Мая 7, ст. 441) — О флагах для украшения зданий в торжественных случаях // ПСЗРИ. Собрание 1881—1913 гг. Том 3, узаконение № 1533 от 28 апреля 1883 года. Дата обращения: 7 мая 2010. Архивировано 14 августа 2011 года.
144. ↑  Описание Священного Коронования Их Императорских Величеств Государя Императора Александра Третьего и Государыни Императрицы Марии Феодоровны всея России. — СПб., 1883. Президентская библиотека имени Б. Н. Ельцина. Дата обращения: 15 июня 2023. Архивировано 13 июня 2023 года.
145. ↑  В память Священного Коронования Государя Императора Александра III и Государыни Императрицы Марии Феодоровны. — СПб., 1883. — 
С. 47—49, 317.
146. ↑  Барковец О., Крылов-Толстикович А. Неизвестный Александр III: Очерки о жизни, любви и смерти. — М.: Рипол Классик, 2002. — 272 с. — ISBN 5-7905-1412-X
147. 1 2  Какие цвета установлены историею и русскими законами для отличительно русского всесословного и государственного флага? // Историко-юридическое исследование действительного члена Общества любителей духовного просвещения Е. Н. Воронца. Архивировано 2 октября 2016 года.. — Харьков, Типо-Литография М. Гордона, 1892. — 28 с.
148. ↑  Приказы по военному ведомству за 1887 год 
№№ 1—159. — [СПб., 1887]. — 766 с., [10] л. ил.: табл. — С. 344. elib.shpl.ru. Дата обращения: 13 июня 2023. Архивировано 8 апреля 2023 года.
149. ↑  Евстафий Николаевич Воронец. azbyka.ru. Дата обращения: 16 апреля 2022. Архивировано 16 апреля 2022 года.
150. 1 2  Воронец Е. Н. Как Посьетовская комиссия извратила цвета народно-государственного символического отличительно-русского флага / Мирный труд, журнал, 1910, № 9. — С. 172—200
151. ↑  Происхождение флагов и их значение. Печатано по распоряжению Председателя Особого Высочайше утверждённого Совещания по обсуждению вопроса о Российском национальном флаге. — Б.м., Б.г. — 13 с.
152. ↑  Полное собрание законов Российской империи/ВТ/Собрание третье/12858 — Викитека. ru.wikisource.org. Дата обращения: 31 марта 2022. Архивировано 31 марта 2022 года.
153. ↑  Александр II и шах Наср-эд-Дин во время парада на Царицыном лугу. runivers.ru. Дата обращения: 7 июня 2023. Архивировано 7 июня 2023 года.
154. ↑  Максим Шонин. Коронационный альбом Александра III. — Блог Исторического музея. Дата обращения: 7 ноября 2022. Архивировано 31 октября 2022 года.
155. ↑  Алфавитный указатель приказов по военному ведомству и циркуляров Главного штаба за 1896 год ; Хронологический указатель приказов по военному ведомству за 1896 год. — 1896. — 40, 15, 824 с., [11] л. ил. : табл. Дата обращения: 31 января 2018. Архивировано 20 февраля 2018 года.
156. ↑  Справочник. Полный и подробный алфавитный указатель всех действующих приказов по военному ведомству… с 1859 по 1911 г. — Книга 2: 
П.—Я. / Составил К. Патин, под ред. Л. Васильева. — Изд. 3-е, доп. — СПб., 1911. — 1255 с. — С. 1007
157. ↑  Морской устав. 1899. — С.-Петербург: Типография Морского Министерства в Главном Адмиралтействе, 1899. — С. 528.
158. ↑  Свод морских постановлений. Книга десятая. Морской устав. Издание 1901 года. — С.-Петербург: Типография Морского Министерства в Главном Адмиралтействе, 1902. — С. 340.
159. 1 2  Свод морских постановлений. Книга десятая. Морской устав. Издание 1914 года. — Петроград: Типография Морского Министерства в Главном Адмиралтействе, 1914. — С. 187.
160. ↑  Высочайшее повеление, предложенное Правительствующему Сенату Министром Юстиции (Собр. Узак. 1913 г. Февраля 21, отд. I, ст. 372). — Об утверждении Положения о нагрудной медали в память трёхсотлетия Царствования Дома Романовых // ПСЗРИ. Собрание 1881—1913 гг. Том 33, часть 1, узаконение № 38853 от 21 февраля 1913 года. nlr.ru. Дата обращения: 7 июня 2023. Архивировано 7 июня 2023 года.
161. ↑  Соболева Н. А. Идентичность Российского государства языком знаков и символов: эмблематики, геральдики, сфрагистики, вексиллологии. — 2-е издание. — М.: Издательский дом ЯСК, 2018. — ISBN 978-5-907117-15-0. — С. 487—488.
162. 1 2 3 4 5  Раскин Д. И. Особое совещание при Министерстве юстиции для выяснения вопроса о русских государственных национальных цветах (10 мая 1910 — 9 мая 1912 гг.). Архивировано 24 июня 2013 года. // Материалы конференции «20 лет восстановления Геральдической службы России». — СПб., 2002.
163. ↑  Шепелёв Л. Е. Геральдика России XVIII — начало XX века. — СПб.: Аврора, 2003. — С. 375. — 400 с. — ISBN 5-7300-0682-9.
164. ↑  Высочайшее повеление, объявленное Военным Министром (Собр. Узак. 1913 г. Ноября 30, отд. I, ст. 2696). — Об установлении спортивных одежд для офицеров // ПСЗРИ. Собрание 1881—1913 гг. Том 33, часть 1, узаконение № 38903 от 1 марта 1913 года.
165. ↑  Дегтярёв А. Я. История Российского флага / Под редакцией В. Н. Ярошенко. — Париж: Музей Российского флага, 1997. — С. 115
166. ↑  Циркуляр МВД Российской империи об использовании флага-символа единения царя с народом от 11 сентября 1914 года № 70 // РГИА, ф. 1284, оп. 238, ед. 103, л. 144
167. ↑  В. Кондратьев, М. Хайрулин. Одесские «французы» в русской авиации. Дата обращения: 18 февраля 2012. Архивировано 24 марта 2012 года.
168. ↑  Сингаевский В. Н. Военно-государственные символы России. — М.: АСТ; СПб.: Полигон, 2008. — С. 110. — ISBN 978-5-17-046520-0; ISBN 978-5-89173-357-2
169. ↑  Государственный герб и национальный флаг // Газета «Речь», № 99 от 29 апреля 1917 года.
170. 1 2 3  Н. П. ИнфоРост. 8 апреля. Декрет ВЦИК о флаге Российской Республики. docs.historyrussia.org. Дата обращения: 8 апреля 2022. Архивировано 15 апреля 2020 года.
171. 1 2 3 4 5 6 7 8 9 10 11 12 13  Флаги РСФСР. www.vexillographia.ru. Дата обращения: 30 апреля 2022. Архивировано 31 октября 2014 года.
172. ↑  Флаг РСФСР (1918 год). www.vexillographia.ru. Дата обращения: 6 мая 2022. Архивировано 6 мая 2022 года.
173. ↑  Конституция РСФСР (1918) — Викитека. ru.wikisource.org. Дата обращения: 5 мая 2022. Архивировано 12 ноября 2017 года.
174. ↑  Военно-морской флаг РСФСР (1920—1923 годы). www.vexillographia.ru. Дата обращения: 5 мая 2022. Архивировано 27 февраля 2022 года.
175. ↑  Торговый флаг РСФСР (1920—1923/1924 годы). www.vexillographia.ru. Дата обращения: 5 мая 2022. Архивировано 27 февраля 2022 года.
176. ↑  Государственный и военный флаг РСФСР (с 1920 года). www.vexillographia.ru. Дата обращения: 5 мая 2022. Архивировано 27 февраля 2022 года.
177. ↑  Конституция РСФСР (1925) — Викитека. ru.wikisource.org. Дата обращения: 6 мая 2022. Архивировано 6 мая 2022 года.
178. ↑  Собрание узаконений и распоряжений правительства РСФСР. — 1925, № 20, цит. по: Вексиллологический справочник по флагам Российской Империи и СССР. Т. 1 / сост. Соколов В. А. — М.: МГИУ, 2002. — С. 487—488. — ISBN 5-276-00240-1
179. ↑  Собрание законодательства СССР. — 1925, № 27, цит. по: Вексиллологический справочник по флагам Российской Империи и СССР. Т. 1 / сост. Соколов В. А. — М.: МГИУ, 2002. — С. 279. — ISBN 5-276-00240-1
180. ↑  Конституция (Основной Закон) РСФСР. — М., 1937, С. 30—31, цит. по: Вексиллологический справочник по флагам Российской Империи и СССР. Т. 1 / сост. Соколов В. А. — М.: МГИУ, 2002. — С. 489. — ISBN 5-276-00240-1
181. ↑  Центральный Государственный архив Киргизской ССР, ф. 1445, оп. 3, д. 29, л. 2, цит. по: Вексиллологический справочник по флагам Российской Империи и СССР. Т. 1 / сост. Соколов В. А. — М.: МГИУ, 2002. — С. 399—400. — ISBN 5-276-00240-1
182. ↑  Указ Президиума Верховного Совета РСФСР от 9 января 1954 года «О Государственном флаге РСФСР»
183. 1 2  Об изменениях и дополнениях Конституции (Основного Закона) РСФСР : Закон РСФСР от 01.11.1991 № 1827-I // Ведомости СНД и ВС РСФСР. — 1991, № 45. Ст. 1497.
184. ↑  Закон РСФСР от 2 июня 1954 года «О Государственном флаге РСФСР»
185. ↑  Заседания Верховного Совета РСФСР 3-го созыва. Пятая сессия. Стенографический отчёт. — М., 1954. — С. 228. Дата обращения: 2 октября 2019. Архивировано 9 марта 2019 года.
186. ↑  Указ Президиума Верховного Совета РСФСР от 23 декабря 1955 г. «Об утверждении Положения о Государственном флаге РСФСР»
187. ↑  Ведомости Верховного Совета РСФСР. — М., 1954, № 52. — С. 93—94
188. ↑  Приложение к Положению о Государственном флаге РСФСР в редакции от 22 января 1981 года. www.vexillographia.ru. Дата обращения: 11 мая 2022. Архивировано 11 мая 2022 года.
189. ↑  Двухнедѣльный военный и военно-морской журналъ «Часовой»: органъ связи русскаго воинства за рубежомъ подъ ред. В. В. Орѣхова и Евгенія Тарусскаго, — Paris, 1 мая 1932. — № 79. Дата обращения: 10 января 2014. Архивировано из оригинала 17 декабря 2010 года.
190. ↑  Деникин А. И. Как началась борьба с большевиками на юге России // От первого лица: Сборник. Сост. И. А. Анфертьев. — М.: Патриот, 1990. — С. 237. — ISBN 5-7030-0470-5
191. ↑  Басов А. Н. История военно-морских флагов. — М.: АСТ; СПб.: Полигон, 2004. — С. 94. — ISBN 5-17-022747-7
192. ↑  kaminec. 18 дней в Испании. Дневник Русского Добровольца. Русское Освободительное Движение (22 октября 2011). Дата обращения: 9 июля 2020. Архивировано 9 июля 2020 года.
193. ↑  Паласиос-Фернандес Р. Русские добровольцы в испанской гражданской войне // Цейхгауз : журнал. — № 4. — 1995. — С. 35—37.
194. ↑  Ламсдорф Григорий Павлович. www.hrono.ru. Дата обращения: 16 августа 2022. Архивировано 24 сентября 2015 года.
195. 1 2 3  Дробязко С. И. Вторая мировая война 1939—1945: Русская освободительная армия. — М.: ООО «Издательство АСТ», 2000. — 64 с. — (Военно-историческая серия «СОЛДАТЪ»). — ISBN 5-17-003962-X.
196. ↑  «Широко распространён сегодня аналогичный миф о бело-сине-красном триколоре и его военной значимости в годы Великой Отечественной войны для власовцев. Ежегодно перед Днём Победы (9 мая) и Днём защитника Отечества (23 февраля) на страницах „патриотической“ печати появляются нелестные высказывания о государственном флаге России. „Символ предательства военных лет — власовский триколор“ — этот штамп без достаточных доказательств фигурировал в работах профессиональных историков и публицистов примерно до конца 80-х годов XX века. Скорее всего, этот миф рассчитан на недостаточную историческую грамотность современного российского общества. К сожалению, от подобного мифотворчества больше вреда, чем пользы, хотя надо признать, что в основе многих мифов лежат вполне конкретные факты, правда, часто далёкие от их интерпретации, а авторы различных современных интерпретаций на тему российского флага умалчивают или искажают многие исторические факты». (цитируется из: Соболева Н. А. Историческое прошлое российского триколора: факты и мифы // «Военно-исторический журнал». — 2014. — № 8. — С. 53—60)
197. ↑  Часть «Дружины» получила название «1-й Гвардейской бригады РОА (Русской освободительной армии. — Н. С.)». 22 июня 1943 года немцы устроили в Пскове военный парад, который ко всеобщему удивлению открывала рота этой бригады. Впереди шёл капитан Г. Ламсдорф с трёхцветным бело-сине-красным флагом. О легализации триколора ранее сведений не имеется. Возможно, его появление было связано с влиянием белоэмигрантов и носило парадный эпизодический характер. Зимой 1943 года бригада была разгромлена. Военные историки подчёркивают, что подобные соединения действовали на фронте в составе немецких боевых подразделений, однако в основном их использовали в карательных акциях, для борьбы с партизанами, для охраны различных объектов и т. п. В этих условиях, когда русские добровольческие соединения не являлись самостоятельными боевыми единицами, говорить о собственных боевых символах и атрибутах вряд ли возможно. К тому же «открытая демонстрация бело-сине-красного флага… нацистами запрещалась»…

«О знаке Р.О.А. А. Н. Родзевич, капитан РОА. В начале 1943 г. (точную дату не берусь установить), в один из моих приездов из Варшавы в Берлин, меня вызвал по телефону А. С. Казанцев (зам. редактора газеты КОНРа „Воля народа“). Я явился в канцелярию на Викторияштрассе, 10, где Казанцев предложил мне нарисовать несколько проектов нарукавного знака для будущей Русской Освободительной Армии. В течение следующей же ночи я нарисовал на листе рисовальной бумаги 9 проектов знака в натуральную величину, все на базе цветов русского национального флага — белого, синего и красного. На следующее утро рисунок был передан А. С. Казанцеву. Дней через 4—5 опять я был вызван на Виктория-штрассе, 10, где в канцелярии сидели Андрей Андреевич (Власов. — Н. С.), Казанцев и капитан Корф. На столе лежал весь исчёрканный химическим синим карандашом мой рисунок. Каждый знак был перечёркнут собственноручно министром Восточных областей Розенбергом… Решено было подать ещё три проекта с Андреевским знаком, что я и нарисовал в тот же день. Новый проект был подан на рассмотрение. Не знаю, не знали немцы или забыли о том, что Андреевский флаг был фактически русским бывшим флагом, флагом русского флота, но знак с Андреевским крестом был утверждён… Вскоре после этого утверждённый знак был нашит на форму РОА…». (цитируется из: Соболева Н. А. Историческое прошлое российского триколора: факты и мифы // «Военно-исторический журнал». — 2014. — № 8. — С. 53—60)
198. ↑  Цитируется из: Соболева Н. А. Историческое прошлое российского триколора: факты и мифы // «Военно-исторический журнал». — 2014. — № 8. — С. 53—60
199. ↑  «Посев», 1998. «Коммунисты — в беспамятстве». Дата обращения: 14 июня 2009. Архивировано из оригинала 2 октября 2011 года.
200. ↑  Татарский Н. Без СССР: Каспаров и Карпов играли под разными флагами. Радио Свобода (26 декабря 2005). Дата обращения: 11 февраля 2014. Архивировано 22 февраля 2014 года.
201. ↑  Баррикады на Смоленской площади. — Библиотека изображений «РИА Новости». Дата обращения: 7 сентября 2011. Архивировано из оригинала 16 декабря 2012 года.
202. ↑  Стенограмма заседания Государственной Думы 7 декабря 1994 г. Дата обращения: 18 июня 2012. Архивировано 6 декабря 2019 года.
203. ↑  Стенограмма заседания Государственной Думы 2 апреля 1997 г. transcript.duma.gov.ru. Дата обращения: 9 июля 2020. Архивировано 3 декабря 2020 года.
204. ↑  Видео на YouTube. Дата обращения: 1 октября 2017. Архивировано 20 сентября 2016 года.
205. ↑  Водрузившего флаг СССР над Думой отослали к психиатру
206. ↑  PhotoXPress. photoxpress.ru. Дата обращения: 9 июля 2020. Архивировано 8 августа 2020 года.
207. ↑  PhotoXPress. photoxpress.ru. Дата обращения: 9 июля 2020. Архивировано 5 августа 2020 года.
208. ↑  № 109189-8 Законопроект :: Система обеспечения законодательной деятельности. Дата обращения: 11 сентября 2022. Архивировано 11 сентября 2022 года.
209. 1 2  Из истории создания Конституции Российской Федерации. Конституционная комиссия: стенограммы, материалы, документы (1990—1993 гг.): в 6 т. / Под общ. ред. О. Г. Румянцева. — М.: Волтерс Клувер, 2007. — Т. 1: 1990 год. — С. 38—50. — 936 с. — ISBN 978-5-466-00305-5. Архивировано 2 апреля 2015 года.
  - Материалы «Конституционной комиссии» блока «Демократическая Россия». Архивировано 14 апреля 2016 года.
210. ↑  Первый Съезд народных депутатов РСФСР, 16 мая — 22 июня 1990 года: стенографический отчёт. В 6 т. / Ответственный за выпуск Т. В. Лазарева. — М.: Республика, 1993. — Т. 2. — С. 17. — 640 с. — ISBN 5-250-02320-7. Архивировано 28 июня 2021 года.
211. ↑  Георгий Вилинбахов, председатель Геральдического совета при Президенте Российской Федерации. Государственные символы Российской Федерации. Российский исторический иллюстрированный журнал «Родина». Архивировано из оригинала 3 января 2013 года.
212. ↑  Проект, принятый Конституционной комиссией РСФСР за рабочую основу 12 октября 1990 года (статья 6.3.2). Дата обращения: 10 января 2014. Архивировано 10 января 2014 года.
213. ↑  См. статью к.ю.н. В. Воробьёва «Верю глазам своим» (Советская Россия, 1991, № 11. — С. 4): «Проект предусматривает, что теперь в России будет править Государственная Дума, а „официальные отличительные знаки Российской Федерации (герб и флаг) воплощают исторические символы российской государственности.“ Какие символы? Царский флаг вместо красного революционного и двуглавый орёл вместо советского герба России?».

Подробнее см. Из истории создания Конституции Российской Федерации. Конституционная комиссия: стенограммы, материалы, документы (1990—1993 гг.): в 6 т. / Под общ. ред. О. Г. Румянцева. — М., 2009. — Т. 5: Альтернативные проекты Конституции Российской Федерации. — С. 554. — 1120 с. — ISBN 978-5-9901889-1-4.
214. ↑  Проект от 12 ноября 1990 года (Архивная копия от 2 апреля 2015 на Wayback Machine): «Описание государственного герба и государственного флага Российской Федерации, порядок и использование определяются законом»;

статья 6.3.2 в проекте от 21 февраля 1991 года (Архивная копия от 10 января 2014 на Wayback Machine);

проект от 27 июля 1991 года (выдержку см. в проекте от 10 сентября 1991 года, статья 177) (Архивная копия от 10 января 2014 на Wayback Machine): «Описание государственного герба и государственного флага РФ, порядок их использования определяются Законом».
215. 1 2 3  Государственный флаг России. www.vexillographia.ru. Дата обращения: 13 мая 2022. Архивировано 13 мая 2022 года.
216. 1 2  Пихоя Р. Г. Об обстоятельствах разработки государственной геральдики в России 1990—1993 годов // Труды Государственного Эрмитажа. — [Т.] 104. — Геральдика: исследования и практика. Материалы научной конференции 20—22 февраля 2020 года / Государственный Эрмитаж. — СПб.: Издательство Гос. Эрмитажа, 2021. — С. 308—314.
217. ↑  Из истории создания Конституции Российской Федерации. Конституционная комиссия: стенограммы, материалы, документы (1990—1993 гг.): в 6 т. / Под общ. ред. О. Г. Румянцева. — М.: Волтерс Клувер, 2008. — Т. 2: 1991 год. — С. 43. — 1120 с. — ISBN 978-5-466-00323-9.

Косвенным подтверждением может служить и текстуальное сходство описания национального флага из постановления Верховного Совета с частью (1) статьи 160 проекта Конституции от 16 сентября 1991 года(Архивная копия от 10 января 2014 на Wayback Machine), устанавливающей, что «Государственным флагом РФ является полотнище из трёх равновеликих продольных белой, лазоревой и алой полос».

В проекте от 24 октября 1991 года(Архивная копия от 10 января 2014 на Wayback Machine) в статье 139 (1) формулировка была дополнена соотношением сторон (длины к ширине): «Государственным флагом Российской Федерации является полотнище с соотношением сторон 2:1, состоящее из трёх равновеликих продольных белой, лазоревой и алой полос».

Наконец, в проекте от 2 марта 1992 года в статье 136 (1) было воспроизведено (с незначительными правками) описание, данное V Съездом народных депутатов РСФСР: «Государственным флагом Российской Федерации является прямоугольное полотнище из трёх равновеликих горизонтальных полос: верхней — белого цвета, средней — лазоревого цвета и нижней — алого цвета. Отношение ширины флага к его длине — 1:2». См. Из истории создания Конституции Российской Федерации. Конституционная комиссия: стенограммы, материалы, документы (1990—1993 гг.): в 6 т. / Под общ. ред. О. Г. Румянцева. — М.: Волтерс Клувер, 2008. — Т. 3: 1992 год. Книга первая (январь — июнь 1992 года). — С. 115. — 1120 с. — ISBN 978-5-466-00341-3. Архивировано 6 апреля 2015 года.
218. ↑  Распад СССР. Образование Российской Федерации. — Виртуальная выставка к 1150-летию зарождения российской государственности. projects.rusarchives.ru. Дата обращения: 13 мая 2022. Архивировано 4 декабря 2020 года.
219. ↑  Виктор Ярошенко передаёт триколор в экспозицию выставки «Август 91-го. Люди на площади». Ельцин Центр. Дата обращения: 27 сентября 2020. Архивировано 27 февраля 2022 года.
220. 1 2  Яна Белоцерковская. Первый флаг России, поднятый на главном флагштоке страны, хранится в Екатеринбурге. Политика: Облгазета. www.oblgazeta.ru. Дата обращения: 27 сентября 2020. Архивировано 3 февраля 2021 года.
221. ↑  «Российская газета», 3 сентября 1991 года. — С. 1.
222. ↑  «Красная звезда», 27 августа 1991 года. — С. 2.
223. ↑  Сообщение ТАСС о государственном флаге России
224. 1 2  В. Сапрыков. Над Россией флаг России // Наука и жизнь. — 1992. — № 2. — С. 75—78. Архивировано 2 июня 2013 года.
225. ↑  Об изменении наименования государства Российская Советская Федеративная Социалистическая Республика : Закон РСФСР от 25.12.1991 № 2094-I // Ведомости Съезда народных депутатов РФ и Верховного Совета РФ. — 1992, № 2. Ст. 62.
226. ↑  Где хранится последний флаг СССР. Рамблер/новости. Дата обращения: 2 октября 2019. Архивировано 18 сентября 2020 года.
227. ↑  Из истории создания Конституции Российской Федерации. Конституционная комиссия: стенограммы, материалы, документы (1990—1993 гг.): в 6 т. / Под общ. ред. О. Г. Румянцева. — М.: Волтерс Клувер, 2008. — Т. 3: 1992 год. Книга первая (январь — июнь 1992 года). — С. 991. — 1120 с. — ISBN 978-5-466-00341-3. Архивировано 8 апреля 2015 года.
228. ↑  Из истории создания Конституции Российской Федерации. Конституционная комиссия: стенограммы, материалы, документы (1990—1993 гг.): в 6 т. / Под общ. ред. О. Г. Румянцева. — М.: Волтерс Клувер, 2008. — Т. 3: 1992 год. Книга первая (январь — июнь 1992 года). — С. 1077. — 1120 с. — ISBN 978-5-466-00341-3. Архивировано 8 апреля 2015 года.
229. ↑  Газета «Коммерсантъ», № 43 (196), 24 ноября 1992 года. Раздел «Парламент».
230. ↑  Впрочем в некоторых последующих проектах — от октября 1992 года. Архивировано 28 декабря 2013 года. и от мая 1993 года (Архивная копия от 28 декабря 2013 на Wayback Machine) — положение о бело-лазорево-алом флаге, за исключением соотношения его сторон, было восстановлено. Однако в самых последних проектах — проекте от 16 июля 1993 года (Архивная копия от 28 декабря 2013 на Wayback Machine) и в августовском проекте того же года — флаг был бело-сине-красным.
231. ↑  Из истории создания Конституции Российской Федерации. Конституционная комиссия: стенограммы, материалы, документы (1990—1993 гг.): в 6 т. / Под общ. ред. О. Г. Румянцева. — М.: Волтерс Клувер, 2008. — Т. 3: 1992 год. Книга первая (январь — июнь 1992 года). — С. 768. — 1120 с. — ISBN 978-5-466-00341-3. Архивировано 6 апреля 2015 года.
232. ↑  В тексте Указа ошибочно указан год выхода Положения — 1953-й, но правовых последствий это не порождает.
233. ↑  ГОСТ Р 51130-98. Флаг Государственный Российской Федерации. Общие технические условия. Архивировано 30 июля 2012 года.. — Введ. 1999-01-01. — М.: Госстандарт России, 1998. — 4 с.
234. 1 2 3  Указ Президента Российской Федерации от 15.02.1994 г. № 319 «О штандарте (флаге) Президента Российской Федерации». Дата обращения: 26 мая 2020. Архивировано 17 апреля 2021 года.
235. 1 2  ШТАНДА́РТ ПРЕЗИДЕ́НТА РОССИ́ЙСКОЙ ФЕДЕРА́ЦИИ : [арх. 15 августа 2022] / Ю. Н. Кружнов // Шервуд — Яя. — М. : Большая российская энциклопедия, 2017. — С. 115. — (Большая российская энциклопедия : [в 35 т.] / гл. ред. Ю. С. Осипов ; 2004—2017, т. 35). — ISBN 978-5-85270-373-6.
236. ↑  Флаги президента России. www.vexillographia.ru. Дата обращения: 15 августа 2022. Архивировано 14 марта 2010 года.
237. ↑  Федеральный конституционный закон от 25 декабря 2000 года № 1-ФКЗ «О Государственном флаге Российской Федерации» в ред. № 3-ФКЗ от 09.07.2002, № 4-ФКЗ от 09.07.2002, № 2-ФКЗ от 30.06.2003, № 1-ФКЗ от 07.03.2005.
238. ↑  Федеральный закон от 8 ноября 2008 года № 197-ФЗ «О внесении изменения в статью 17.10 Кодекса Российской Федерации об административных правонарушениях». Архивировано 4 марта 2016 года. // Российская газета, № 232, 11 ноября 2008 года.
239. ↑  Дума разрешила неофициальное использование Государственного флага РФ. Дата обращения: 18 июня 2021. Архивировано 24 июня 2021 года.
240. ↑  Федеральный конституционный закон от 8 ноября 2008 года № 4-ФКЗ «О внесении изменения в Федеральный конституционный закон „О государственном флаге Российской Федерации“». Архивировано 1 мая 2012 года. // Российская газета, № 232, 11 ноября 2008 года. Вступил в силу через 10 дней после опубликования.
241. ↑  Фивейская М. Г., Чернышёва О. Н. Российская государственная и региональная символика. — М.: Издательство РАГС, 2010. — С. 123—124. — 134 с. — ISBN 978-5-7729-0478-7.
242. ↑  Кодекс Российской Федерации об административных правонарушениях от 30.12.2001 № 195-ФЗ // Собрание законодательства РФ.  07.01.2002. № 1 (ч. 1). ст. 1. (с послед. изм. и доп.)
243. ↑  Уголовный кодекс Российской Федерации от 13.06.1996 № 63-ФЗ // Собрание законодательства Российской Федерации. 17.06.1996. № 25. Ст. 2954. (с послед. изм. и доп.)
244. ↑  Тюмень. Местный житель получил 6 месяцев условно за надругательство над флагом России (недоступная ссылка — история). // Новая газета, 19 ноября 2007 года.
245. ↑  Житель Саратовской области растоптал флаг назло чиновникам. Архивировано 19 декабря 2009 года. // Новая газета, 21 ноября 2007 года.
246. ↑  Указ Президента Российской Федерации от 20.08.1994 № 1714 «О Дне Государственного флага Российской Федерации». Дата обращения: 26 мая 2020. Архивировано 24 февраля 2020 года.
247. ↑  Владивостокский флешмоб — 707 метровый российский флаг — вошёл в Книгу рекордов Гиннеса. Дата обращения: 23 июля 2013. Архивировано 14 декабря 2014 года.
248. ↑  Жители Владивостока установили рекорд, изобразив флаг России. Дата обращения: 23 июля 2013. Архивировано 4 сентября 2013 года.
249. ↑  Парашютисты развернули самый большой в мире флаг России в небе Подмосковья. ТАСС. 22 августа 2020. Архивировано 22 августа 2021. Дата обращения: 6 сентября 2021.
250. ↑  В Петербурге на высоту 179 метров торжественно подняли флаги трёх исторических эпох. Российская газета (17 июня 2023). Дата обращения: 20 июня 2023. Архивировано 20 июня 2023 года.
251. ↑  Путин принял участие в церемонии поднятия флагов РФ, СССР и Российской империи в Петербурге. Российская газета (17 июня 2023). Дата обращения: 20 июня 2023. Архивировано 20 июня 2023 года.
252. ↑  Путин с катера наблюдал за поднятием в Петербурге флагов РФ, СССР и Российской империи. TACC. Дата обращения: 20 июня 2023. Архивировано 19 июня 2023 года.
253. ↑  Путин принял участие в церемонии подъёма государственных флагов на берегу Финского залива. Interfax.ru (17 июня 2023). Дата обращения: 21 июня 2023. Архивировано 21 июня 2023 года.
254. ↑  Гигантские флаги у Парка 300-летия снова подняли. fontanka.ru - новости Санкт-Петербурга (20 июня 2023). Дата обращения: 21 июня 2023. Архивировано 20 июня 2023 года.
255. ↑  Закон ПМР от 27 апреля 2017 года № 90-3-VI. Дата обращения: 31 января 2018. Архивировано 31 января 2018 года.
256. ↑  В ПМР российский флаг разрешили использовать наравне с государственным. Дата обращения: 31 января 2018. Архивировано 13 апреля 2017 года.
257. ↑  Государственный флаг России. Статья на сайте Политического консультативного центра (Архивная копия от 3 ноября 2011 на Wayback Machine). [2012-07-18 Архивировано] {{{2}}}.
258. ↑  Иванов К. А. Флаги государств мира. — М.: Транспорт, 1971. — С. 38, 41
259. ↑  Государственный флаг РФ. Статья на сайте РИА Новости. Дата обращения: 9 июля 2007. Архивировано 26 сентября 2007 года.
260. ↑  Эхо Москвы :: Дилетанты. Гербы старые и новые: Станислав Думин. Дата обращения: 23 августа 2014. Архивировано из оригинала 23 августа 2014 года.
261. ↑  PAVEL SEDLÁČEK. SYMBOLS OF THE YMBOLS OF THE CZECH REPUBLIC. — 2007. Архивировано 6 февраля 2024 года.
262. ↑  100 let státní vlajky (чеш.). Alerion (4 февраля 2020). Дата обращения: 6 февраля 2024. Архивировано 6 февраля 2024 года.